# 日産・グロリア
グロリア（GLORIA）は、日産自動車（合併以前はプリンス自動車工業）が1959年から2004年まで製造・販売していた乗用車（高級車）である。元々は初代ALSI型スカイラインの派生モデルとして開発された車種で、4代目230型からはセドリックと姉妹車の関係になり、2車をあわせて「セド・グロ」と通称された。
セドリックとともに、自家用車のほかタクシー、ハイヤー、パトカー、教習車としても多く採用され、同クラスのトヨタ・クラウンとは長年の競合車種であった。

## 初代 LSI型/S3型（1959年 - 1962年）
プリンス自動車工業（発売開始当時は富士精密工業）が製造・発売していた。開発期間を短縮する観点からALSI型スカイラインとシャシー、ボディーを流用し、シートや内・外装を高級化した。
- 1958年10月 - 第5回全日本自動車ショウ（後の東京モーターショー）に「スカイライン1900」として出品。
- 1959年1月 - 初代グロリア（BLSIP-1型）発売。直列4気筒OHV1,862cc GB30型、80馬力エンジンを搭載。戦後一般発売された日本車では初の3ナンバー車となった（1960年9月まで5ナンバー規格は1,500cc以下だったため）。
  - 4月 - 当時の皇太子明仁親王に納入。
- 1960年2月 - マイナーチェンジBLSIP-2型。4灯式ヘッドランプを採用し、リアランプも4灯式に変更となる。
- 1961年2月 - マイナーチェンジBLSIP-3型。キャブレター改良等により出力向上し94馬力化。フロントグリルのメッシュデザイン変更、また1型、2型ではグリル内に配置されていたPRINCEのエンブレムが筆記体に変更の上、ボンネットへ移設。
  - 8月 - リエージュ・ソフィア・リエージュラリーに出場するが、リタイア。
- 1962年 - リエージュ・ソフィア・リエージュラリーに出場するが、リタイア。

初代の生産台数は輸出を含めて約7万台。

## 2代目 S40型系（1962年 - 1967年）
ワイドアンドローのプロポーションを持つフラットデッキスタイルを特徴とする。ショルダーをぐるりと一周するモールが鉢巻を連想させることから「ハチマキグロリア」とも呼ばれるが、原型のシンプル外装をプリンス会長の石橋正二郎が認めなかったため、市販型ではエンジンフード中央部にまでわたる車体随所に多量のモールを追加するデコレートが施された逸話がある（画像参照）  。また、試作車のデザインがシボレー・コルヴェアにそっくりであったため、デザインを修正したというエピソードも残る。
構造面では先代同様のトレー型フレーム、およびリアサスペンションのド・ディオンアクスルを採用 。当初は在来型の改良である直列4気筒OHVの1,900 ccエンジンのみで、後に国産車初となるSOHCの6気筒モデルを追加した。エアコン等のオプション類も充実したが、自社のトラック向け部品の流用で、スタックに強いノンスリップデフのオプション搭載も可能としていた。
上位グレードのスーパー6・グランドグロリアは日産・セドリック・スペシャルやクラウン・エイト、センチュリー（いずれもトヨタ）と共に国内の貴賓用として主に用いられたが、特にグロリアは宮内庁に多数納入され、各宮家にも愛用されていた。これはプリンス自動車が御料車プリンスロイヤルの開発を受託する布石の一つにもなったとされる。量販グレードの販売実績はクラウンやセドリックなどの競合車に比して振るわなかった ものの、プリンスの日産自動車合併後まで生産が続行された。
- 1962年（昭和37年）
  - 9月 - S40型にモデルチェンジ。
  - 10月 - 第9回全日本自動車ショーに2,500 ccエンジンを搭載するモデルを参考出品。
- 1963年
  - 6月 - 直列6気筒 SOHCの「G7型」（1,988cc、105ps）を搭載した「グロリア・スーパー6（S41D-1型）」を追加。日本製量産乗用車として初のSOHCエンジン搭載車であると同時に、小型車規格で唯一の6気筒車であった。以後トヨタ、日産、三菱も追随する。

同じエンジンを搭載した「6エステート」と呼ばれるステーションワゴン（5ナンバー）、および「6ワゴン」と呼ばれる商用バン（4ナンバー）も存在した。
- 1964年
  - 5月 - スーパー6をベースとした上位モデルのグランドグロリア（S44P型）発売。エンジンはG7型を元に排気量拡大・4バレルキャブレター装備としたG11（2,484 cc・130 ps）を搭載、3ナンバーモデルが復活。当時のカタログデータでは最高速度170 km/hを公称。パワーウインドウなどの快適装備を充実させ、外装モールもさらに追加、内装には西陣織を用いた豪華仕様。宮内庁向けにホイールベースを僅かに延長した特装モデルが少数製作されており、皇太子明仁親王が私用車として自ら運転していた。
  - 　6月 - マイナーチェンジ。スーパー6にオプションで岡村製作所製の2速AT「スペース・フロー」を追加。2速スペース・フローは翌年にはスカイライン1500にも搭載されたが、実用では1速への手動切り替えで発進せねばならないなど完成度や耐久性に難があり、1965年（昭和40年）12月のマイナーチェンジでスーパー6、グランドグロリアとも搭載ATを、アメリカ・ボルグワーナー製で実績のあった全自動3速のBW35型に変更している。日産自動車は初代セドリックの上級モデルに1964年（昭和39年）6月からBW35を搭載しており、1965年（昭和40年）5月に計画が公表されたプリンス・日産合併に先立つ部品調達統一の一環でもあった。
- 1966年（昭和41年）
  - 8月 - プリンスと日産の合併に伴い、車名がニッサン・プリンス・グロリアとなる。

## モータースポーツ
- 1964年（昭和39年）
  - 5月 - 第2回日本グランプリT-IVクラスにGR7A型エンジンを搭載したグロリアスーパー6が出場。競合するトヨタ・クラウンなどを退けて圧勝を飾った。

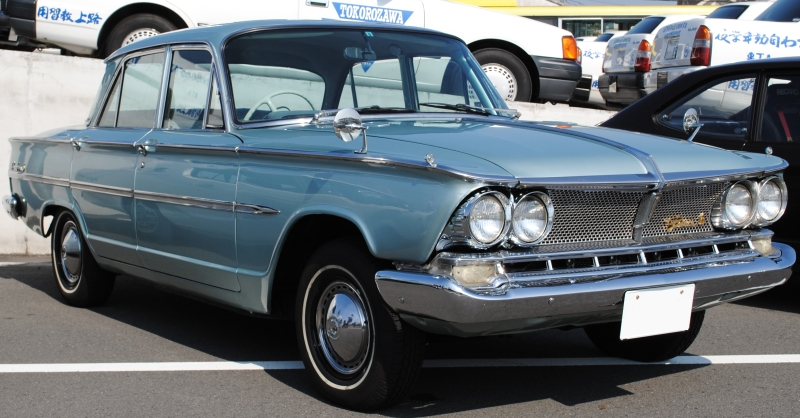
スーパー6 S41D型
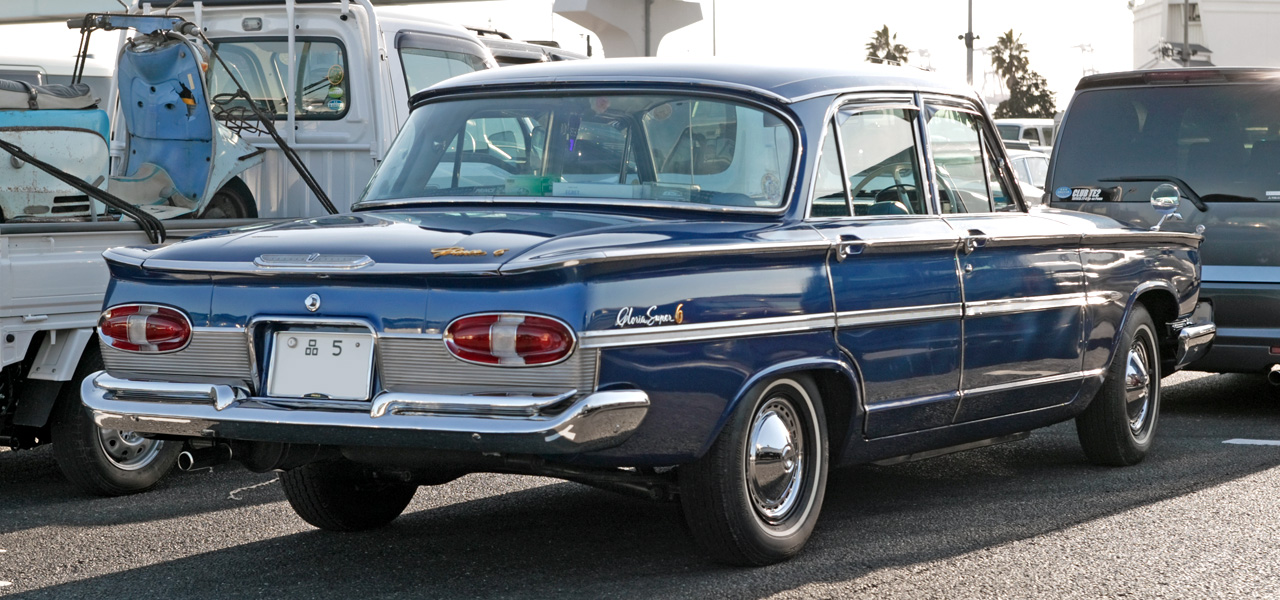
スーパー6 S41D型のリア。 リアエンド下半がガーニッシュで加飾されている
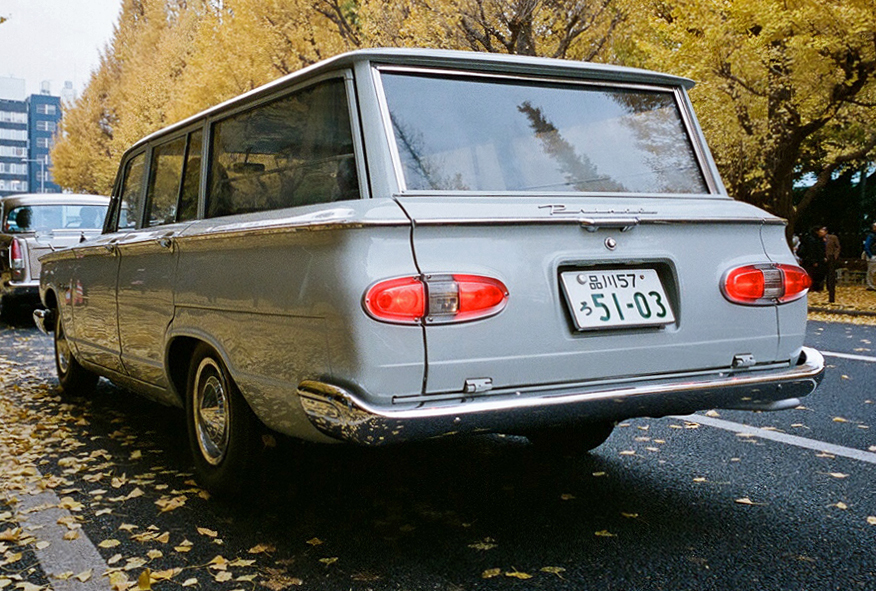
装飾の少ない6ワゴン V43A型のリア。 本来は4ナンバーの「バン」だが、NOx・PM法の影響か、5ナンバー登録されている。
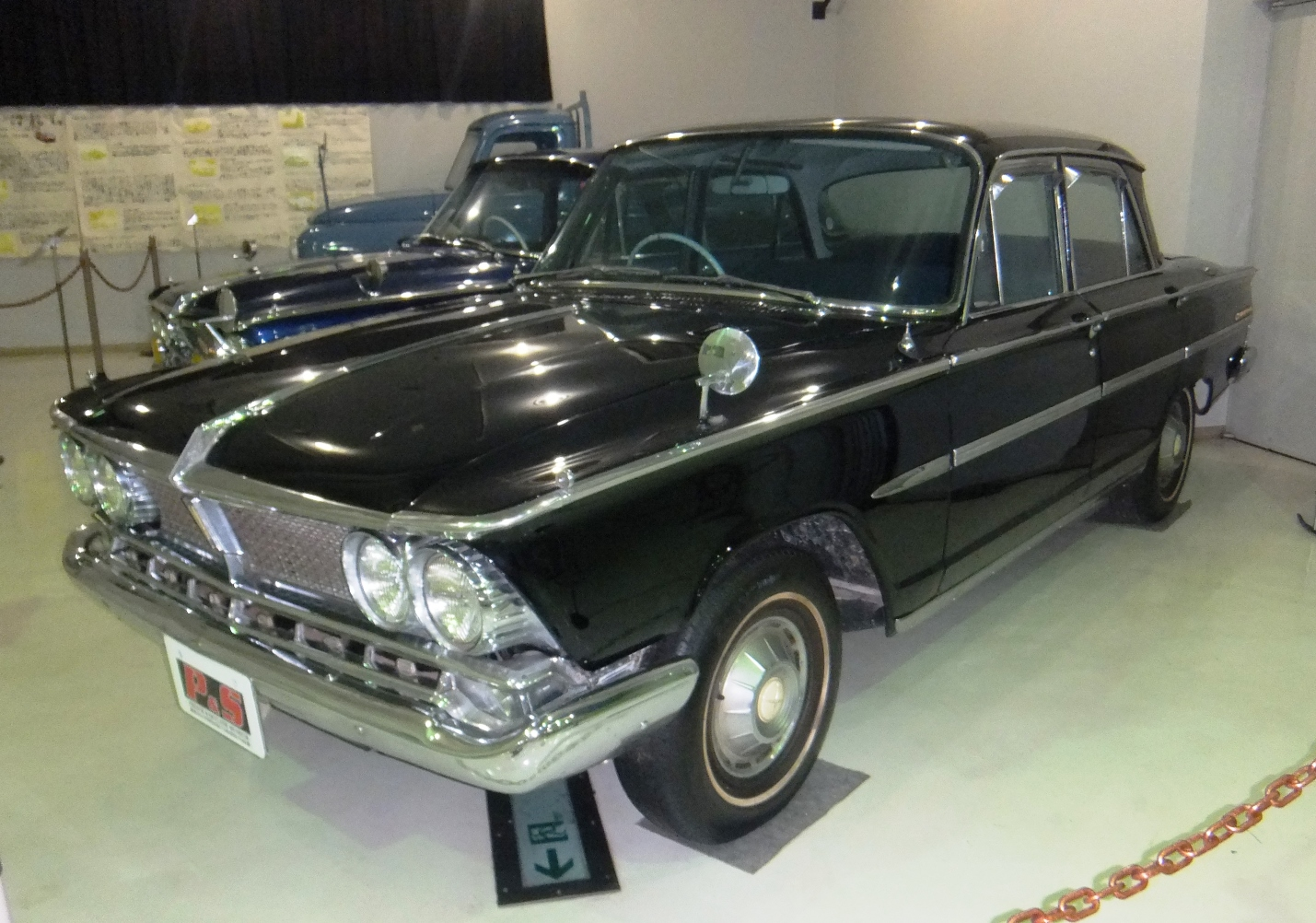
グランド・グロリアS44P型

## 3代目 A30型系（1967年 - 1971年）
車名が「ニッサン・グロリア」となる。ただし、車検証の車名は「プリンス」だった（元々プリンスにて、「S6系」として開発が進められていた）。フロント両サイドが縦に並んだ4灯式ヘッドランプが、グロリア同様プリンスで開発され日産合併後に発表された日産・プリンスロイヤルと似ていることから（但しボディーパーツの共用はない）、当時「ロイヤルルック」と称された。またやはりその特徴的なフロントデザインから「縦目グロリア」「タテグロ」などの愛称でも呼ばれる。このデザインには1960年代のアメリカ車からの影響が見られ、アメリカ車的雰囲気を持つことからのちに「代用アメ車」としての人気も高まり、50年以上たった今でも高い人気を保ち続けている。
発売当初のグレード体系は上から、スーパーデラックス、スーパー6（以上6気筒）、スタンダード（4気筒ガソリン・LPG）、それとバンデラックス（6気筒）、バンスタンダード（4気筒）を用意。末期にはスーパーデラックスを豪華に仕立てたGLが追加された。6気筒車にはAT車も設定され、個人タクシーで多く使われた。
合併劇の最中も開発が進行していたため、セドリックとの部品共用化が推し進められた。端的な例としては、リアサスペンションに用いられていた伝統のド・ディオンアクスルが廃止され、単純なリーフリジッドとなった（但し、2代目グロリアのド・ディオンアクスルは異音の発生傾向があるなど必ずしも好ましい成績を得られず、現実路線への立ち返りとも言える）。それでも3代目は革新的な部分があった。サイドウィンドウは国産中型車初の全面カーブドガラスを採用している。ほかにもスーパーデラックスのみではあるが、ヘッドレスト組み込み型のフロントシートも国産車で初めて採用された。また本モデルから、プリンス系では2代目スカイラインに続いて完全なモノコックボディに移行した。6気筒エンジンはプリンス直系のG7型を搭載し(PA30)、4気筒は当初から日産製H20型を搭載していた (A30) 。
東京地区の標準仕様価格はスーパー6が101万5000円。スタンダードが75万5000円であった。
- 1967年4月 - 発売。
- 1968年10月 - マイナーチェンジ。フェイスリフトなどの変更。
- 1969年11月 - マイナーチェンジ。リア周りのデザインが変更され、6気筒エンジンが日産製のL20型に変更される（HA30）[3][5]。
- 1970年10月 - スーパーデラックスをベースにパワーステアリングなどを装備した最高級グレード「GL」を追加[3]。

3代目の生産台数は約5万台。

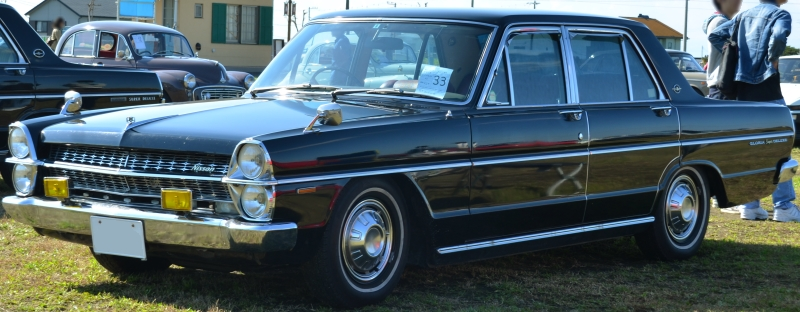
前期型 スーパーデラックス フロント
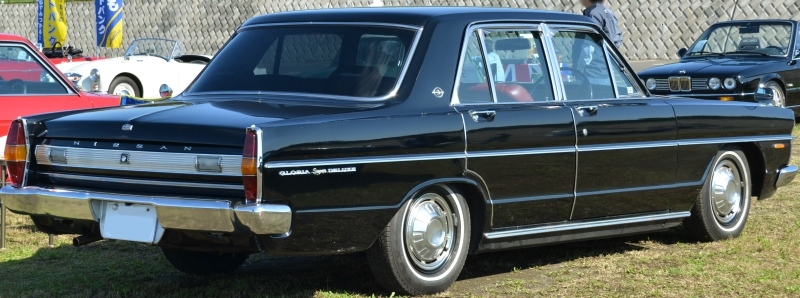
前期型 スーパーデラックス リア
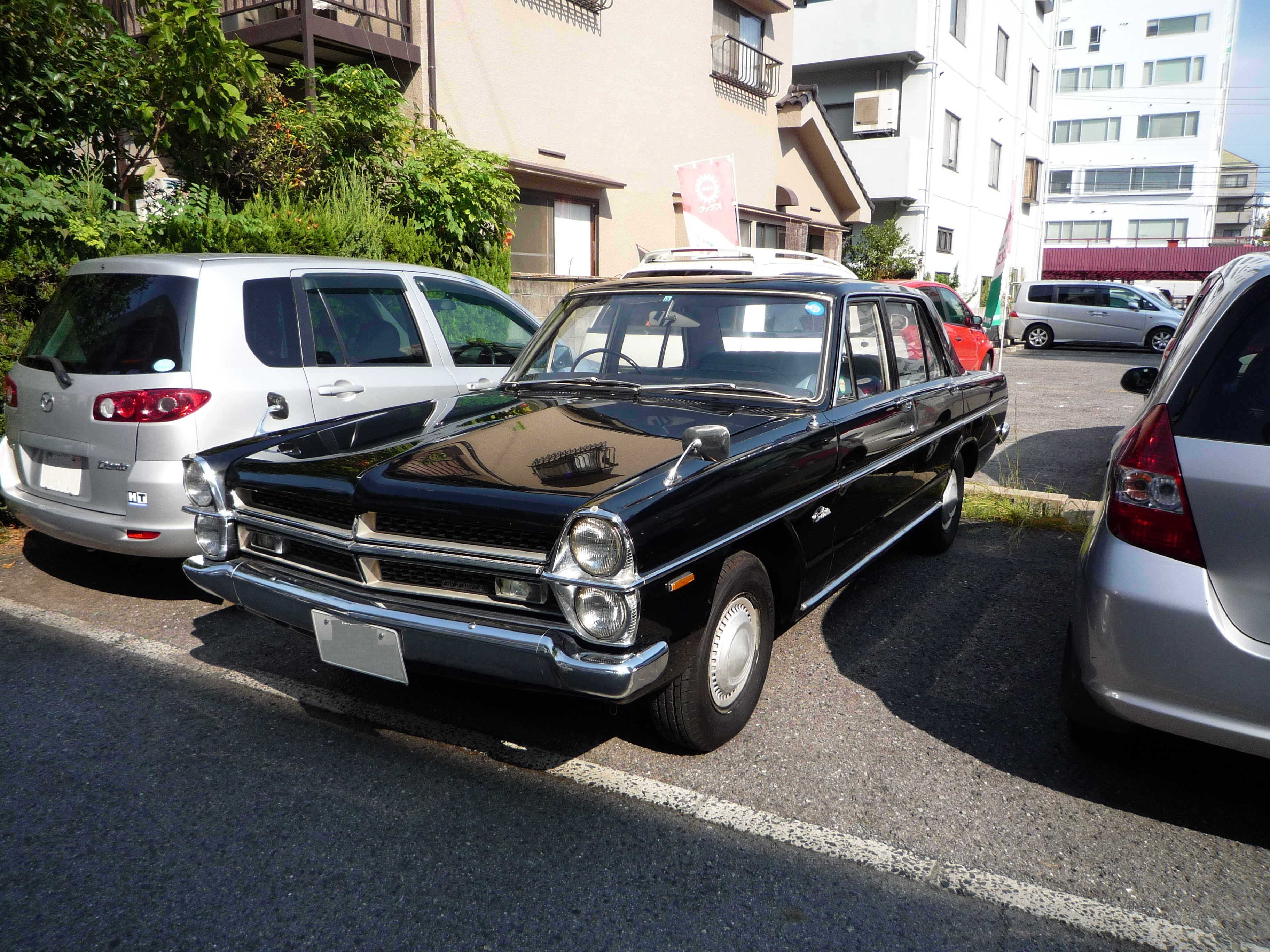
中期型 スーパーデラックス フロント
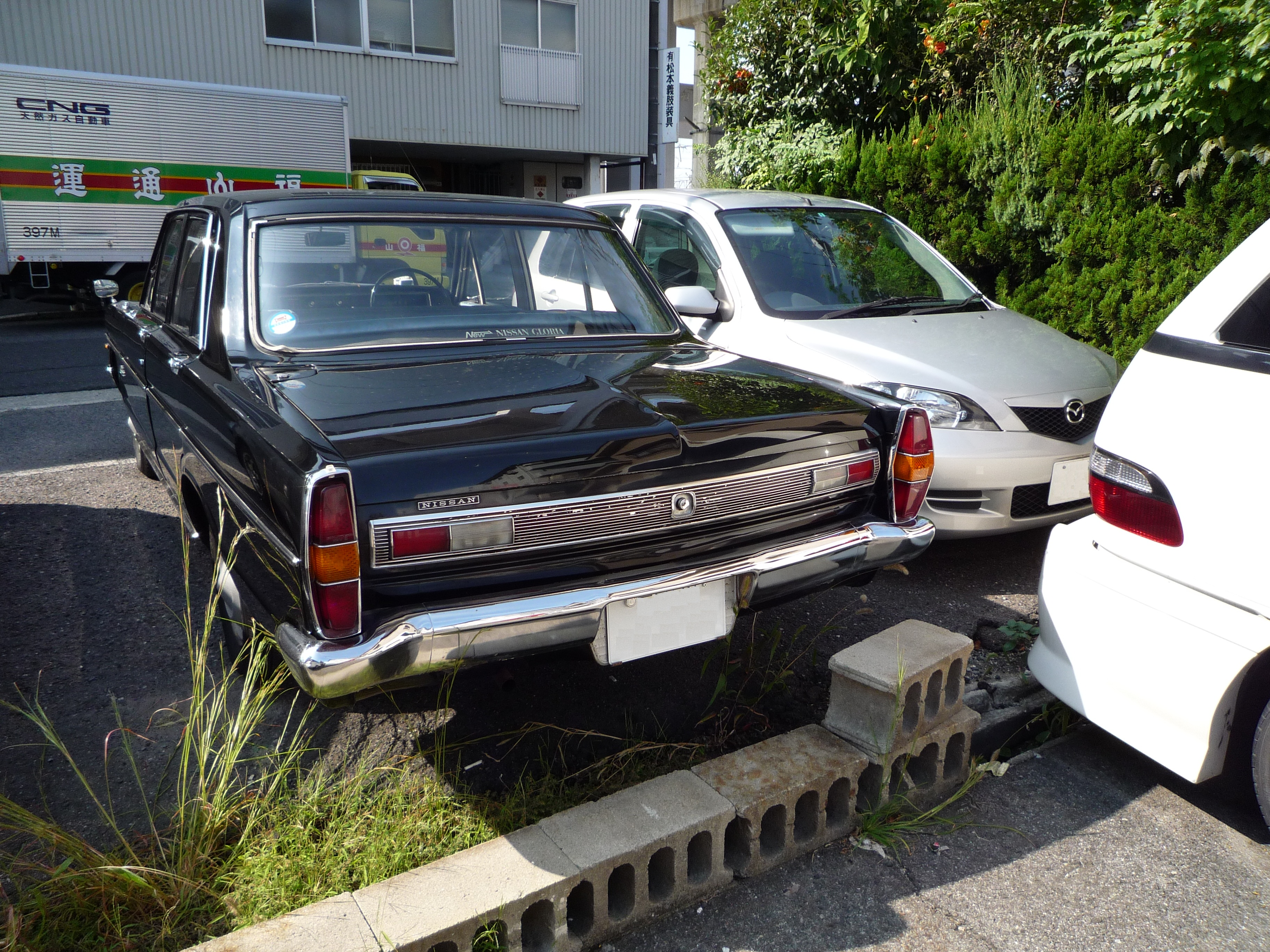
中期型 スーパーデラックス リア
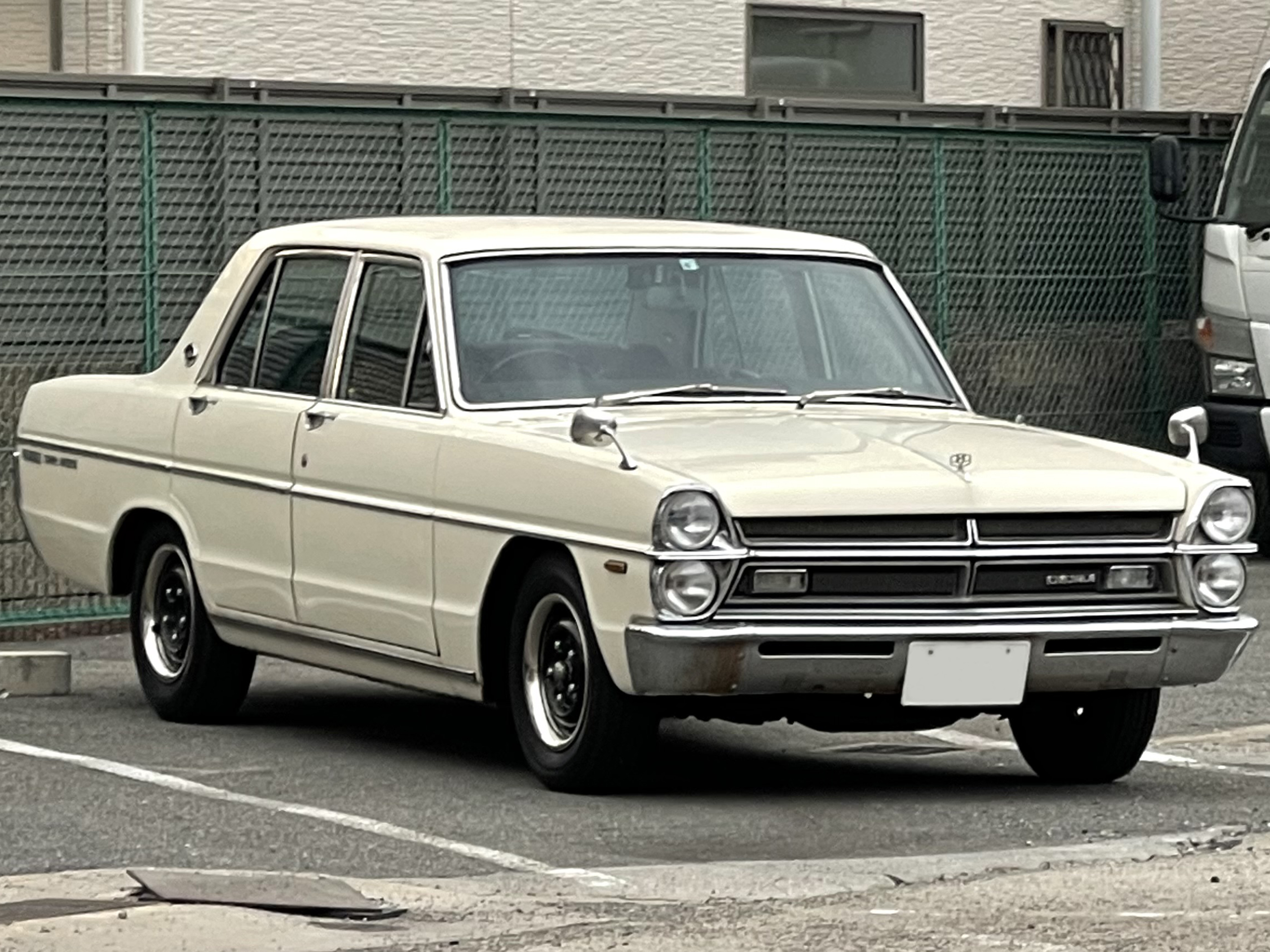
後期型 スーパー6
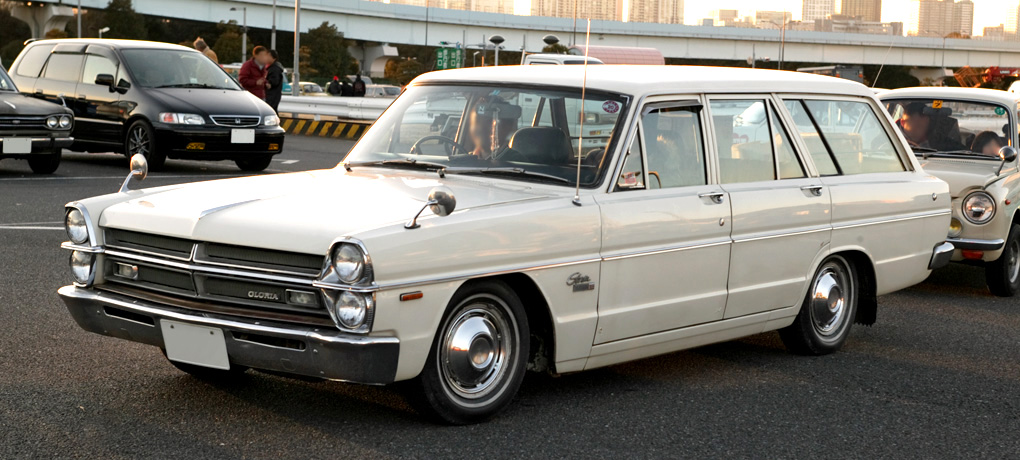
後期型 バン デラックス6

## 4代目 230型系（1971年 - 1975年）
このモデル以後、セドリックと基本構造を統一した姉妹車（バッジエンジニアリング）となる。セドリックとの違いはボンネットフード、ラジエーターグリル、テールランプ、ホイールカバー、フードマスコット等。また、車検証の車名も「ニッサン」となる。当初のボディバリエーションは2ドアハードトップ、セダンの2種で、同型のセドリックの設定にあったワゴンは設定されなかった。
エンジンは直列4気筒OHV H20型、直列6気筒SOHC L20型、同L20型SUツインキャブ仕様（有鉛ハイオク/レギュラー）の他、H20P型LPGエンジン、SD20型OHVディーゼルエンジンが設定された。サスペンションは前輪ダブルウイッシュボーン。後輪はリーフリジッドであった。
キャッチフレーズは「小さなタメ息が生まれる…大きなグロリア」（発売当初）、「素晴らしき哉、人生。満ち足りのグロリア」（マイナーチェンジ後）。前期型の広告には三田佳子、岡田茉莉子、ジュディ・オング、後期型には岸恵子が起用されていた。販売終了前月までの新車登録台数の累計は10万2226台。
- 1971年2月 - 発売。当初のボディバリエーションのラインナップは4ドアセダン、2ドアハードトップ、ライトバンであった。
  - 10月 - 直列6気筒SOHC2,565cc L26型搭載モデルを追加。
- 1972年7月 - マイナーチェンジ。フロントマスクのデザインを変更。同時に、前期型の特徴であったフードマスコットが廃止される。
  - 8月 - 4ドアハードトップを追加。日産のオリジナリティとして2ドアと同様のピラーレスハードトップを採用した。
- 1973年4月 - 2600のマイナーチェンジでバンパーにオーバーライダーを追加。ディーゼルエンジン以外に昭和48年排出ガス規制対策を施し、ハイオク仕様を廃止。リアスタビライザーを装備。「26004ドアハードトップカスタムDX」、および2600バンを追加。

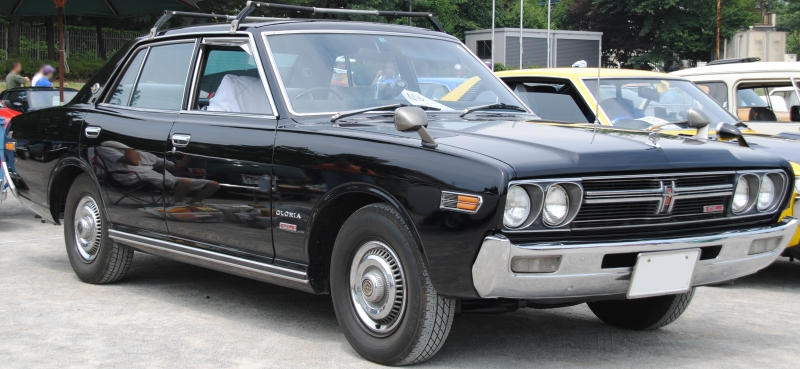
セダン 前期型 GL 1971年2月 - 1972年7月
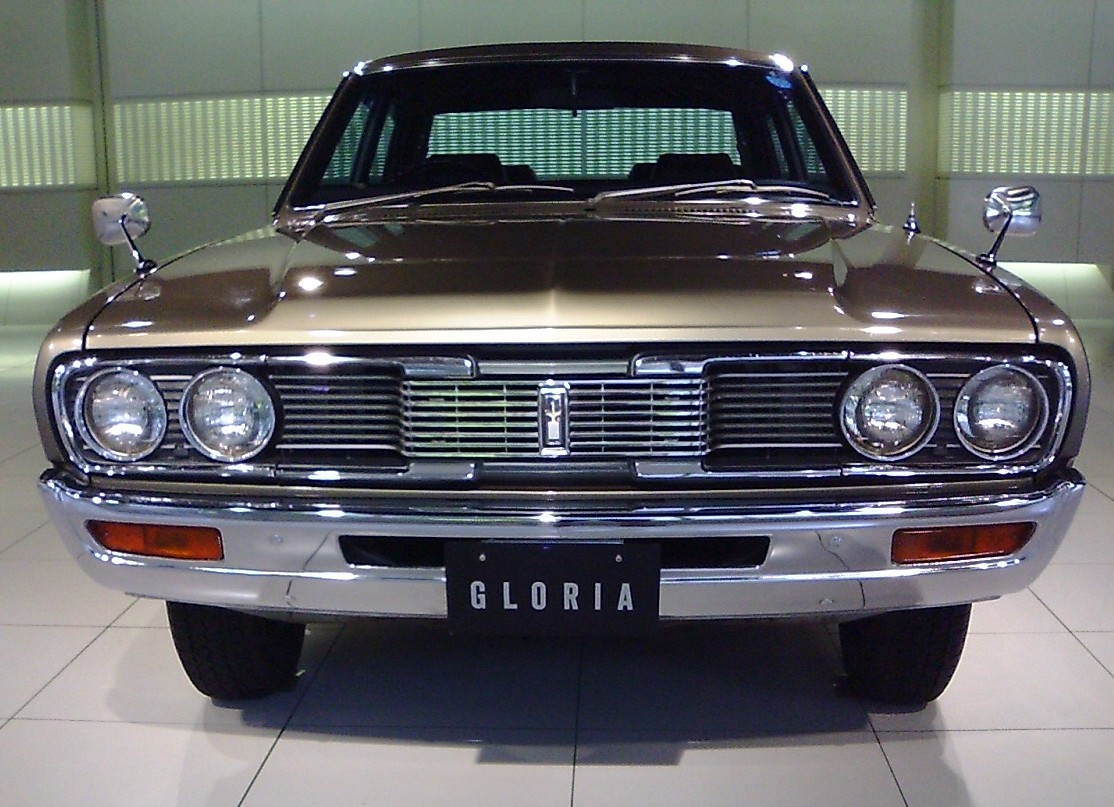
セダン 後期型 カスタムデラックス 1973年4月 - 1975年6月
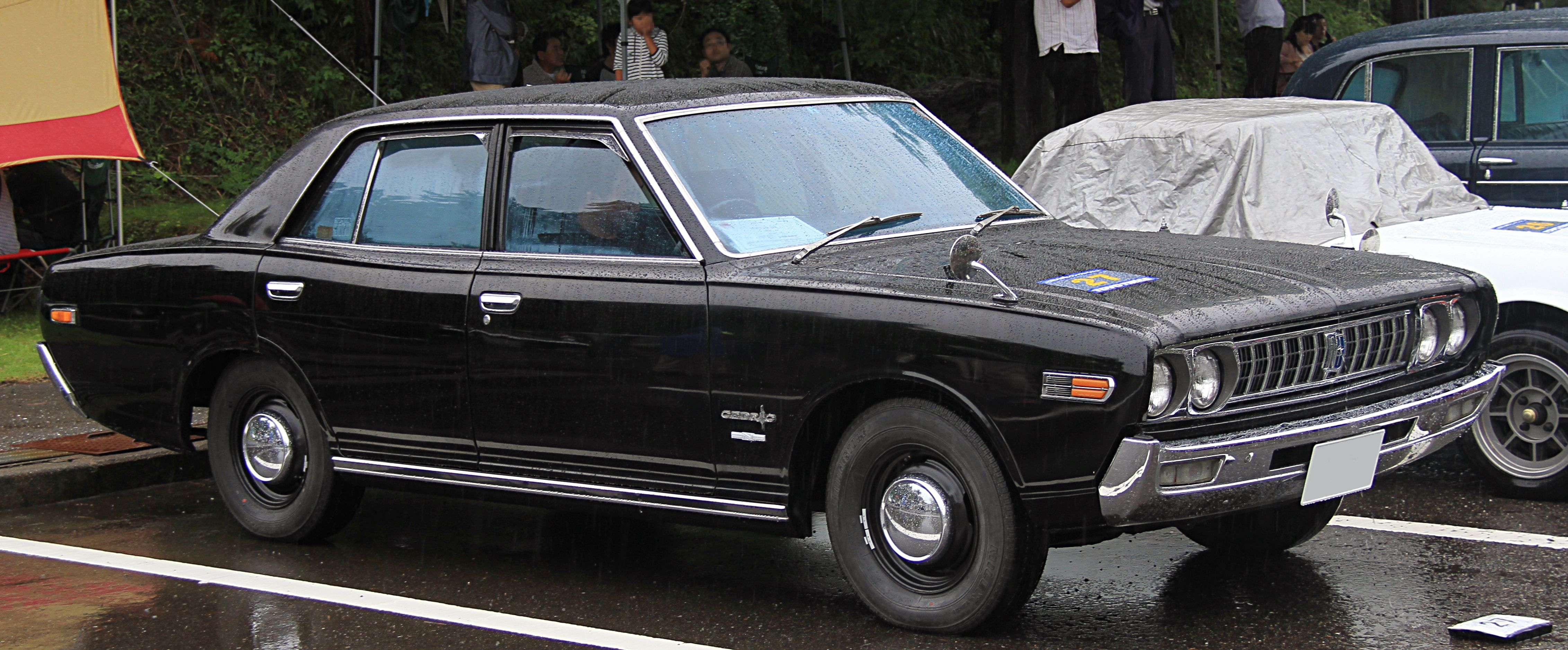
セダン スタンダード
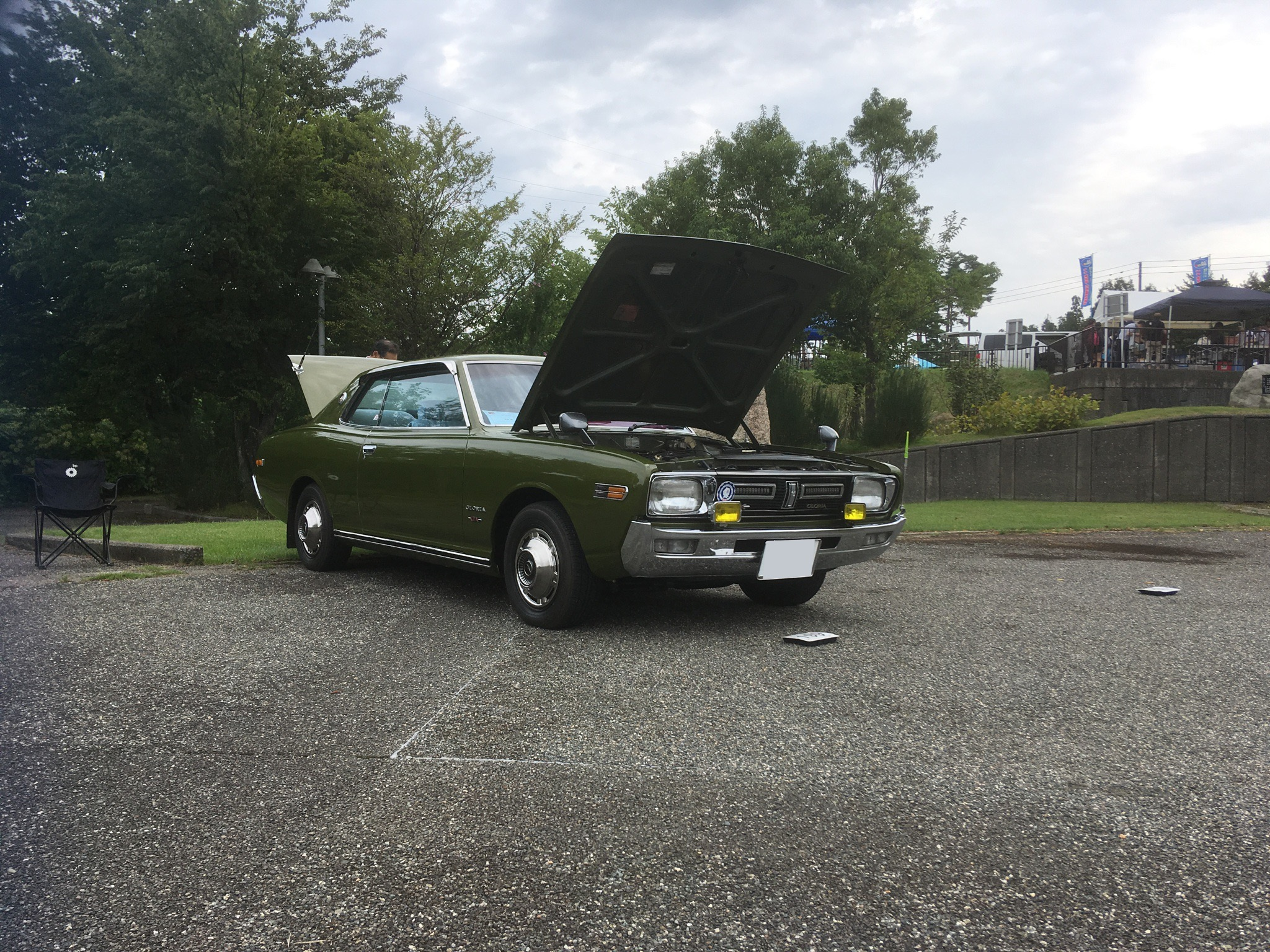
2ドアハードトップ 前期型 2000GX フロントビュー 1971年2月 - 1972年7月
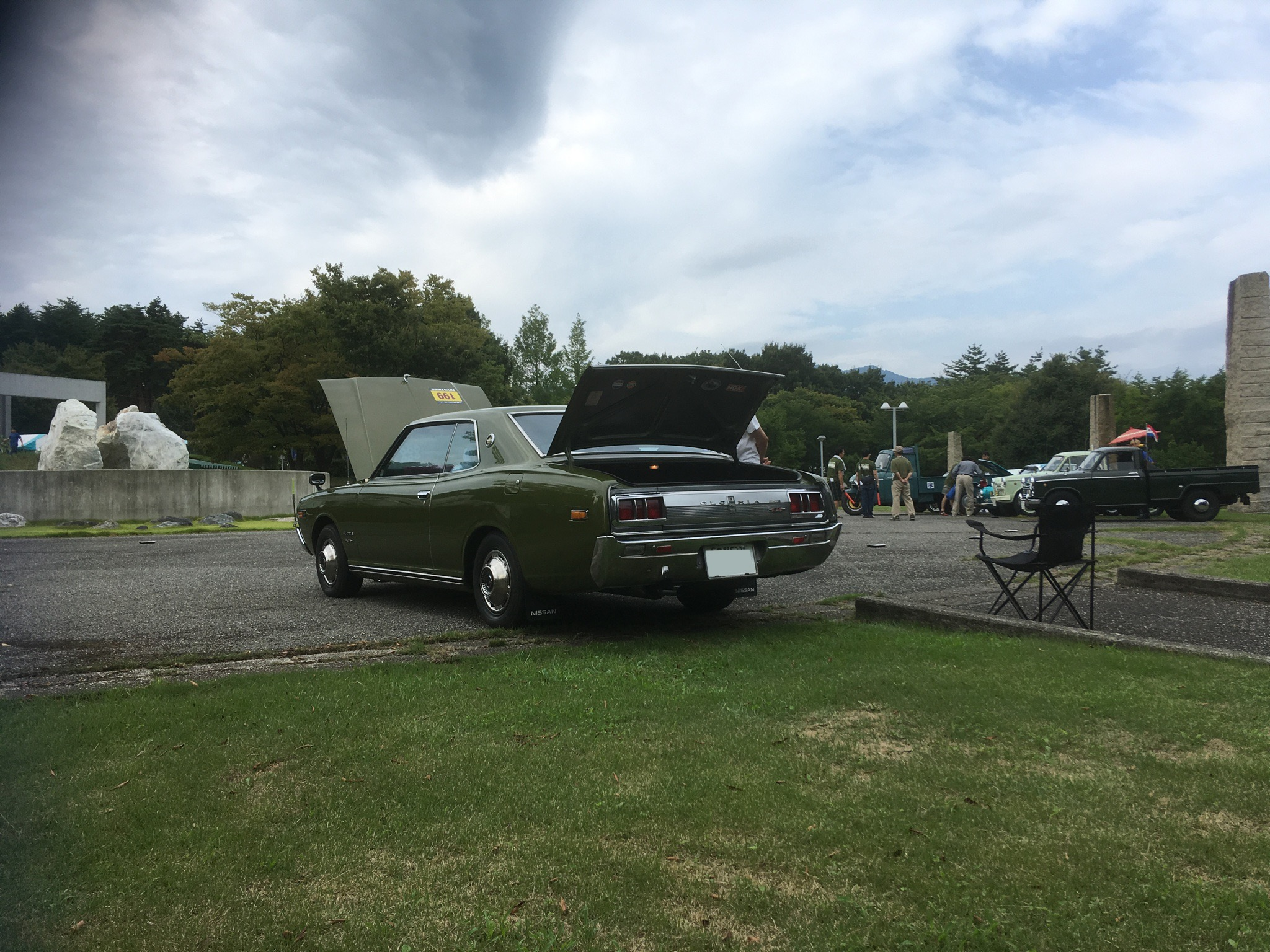
2ドアハードトップ 前期型 2000GX リアビュー 1971年2月 - 1972年7月

## 5代目 330型系（1975年 - 1979年）
エンジンは排ガス対策の困難なSUツインキャブは廃止され、主力となる2,000ccはL20型シングルキャブ仕様のみ。2,600ccは2,800ccに拡大され、セダンのタクシー仕様は4気筒2,000ccのH20P型LPG仕様のみ。全車が50年排出ガス規制適合。
エクステリアでは、当時流行したサイドウインドのホップアップラインを強調したデザインだった。ヘッドライトはセダン・バンと4ドアハードトップが丸型4灯、2ドアハードトップが角型2灯。セドリックとグロリアの違いはフロントグリルとテールランプの造形違いのみとなった。キャッチフレーズは「アダルトのグロリア」。販売終了前月までの新車登録台数の累計は12万5772台。
- 1975年6月 - モデルチェンジ。
  - 10月 - 2000GL-E/SGL-Eを追加。触媒装置その他で80 - 90kg増加した2,000cc車の非力を補う目的でもあった。また230系以来の5速MTも復活した。
- 1976年6月 - 乗用車は昭和51年排出ガス規制適合で331型へ。4ドアハードトップに角型ヘッドランプ・ボディ同色ホイールカバーを追加したFタイプを追加。また、GL仕様のホイールカバーがSGL仕様のホイールカバーと同一となる。セダン、ハードトップの型式が統一される。
- 1977年6月 - マイナーチェンジ。最高級グレード2800E「ブロアム」を4ドアハードトップFシリーズ、2ドアハードトップ、セダンに追加。2ドアハードトップ2800ブロアムの新設に伴い、2ドアハードトップ2800SGLを廃止。4ドアハードトップ2800SGL・Fタイプもニッサンマチックフロアタイプ専用グレードの4ドアハードトップFタイプ2800ブロアムの新設上の理由で5速マニュアルのみの設定となった。『ブロアム』シリーズの4ドアモデルのトランスミッションはニッサンマチック（3速オートママチック）のみの設定だが、2ドアハードトップ2800ブロアムに限り、ニッサンマチックフロアタイプと5速マニュアルが設定された（2ドアハードトップ2800SGL廃止による代替措置）。グロリア初のSD22型OHV2200ディーゼルエンジン搭載車をセダンとバンに設定。4ドアハードトップのコラムシフト車も廃止（次の430系で設定車あり）。ハードトップ車にアルミロードホイールがオプション設定される。
- 1978年11月 - 乗用車の昭和53年排出ガス規制適合で332型へ。2800ブロアム並みの装備を取り入れた2000SGL-Eエクストラをセダンと4ドアハードトップに追加。ハードトップ系ブロアムとSGL-Eエクストラにラジアルタイヤを標準装備。2800SGLを廃止し、2800SGL-Eに変更。この変更により、4ドアハードトップの角型2灯モデル（Fシリーズ）のエンジンラインナップは2ドアハードトップ同様、EGIのみの設定となり、その4ドアハードトップの販売の主力がFシリーズに移行した為、4ドアハードトップの丸型4灯モデル（クラシックシリーズ）は4速フロアMTとの組み合わせの2リッターキャブレターのみの設定になった。

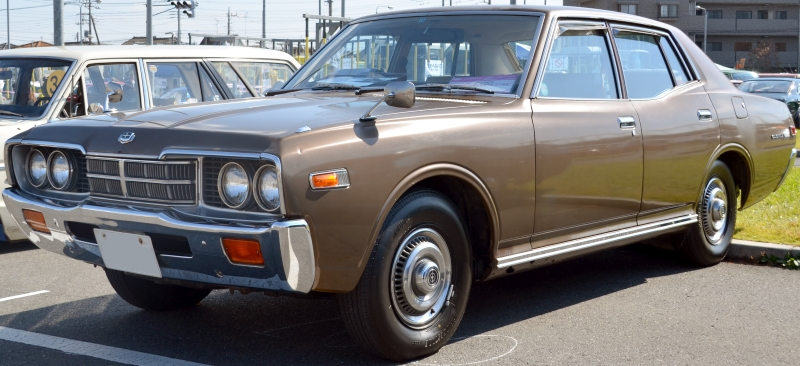
セダン 前期型 デラックス 1975年6月 - 1977年6月
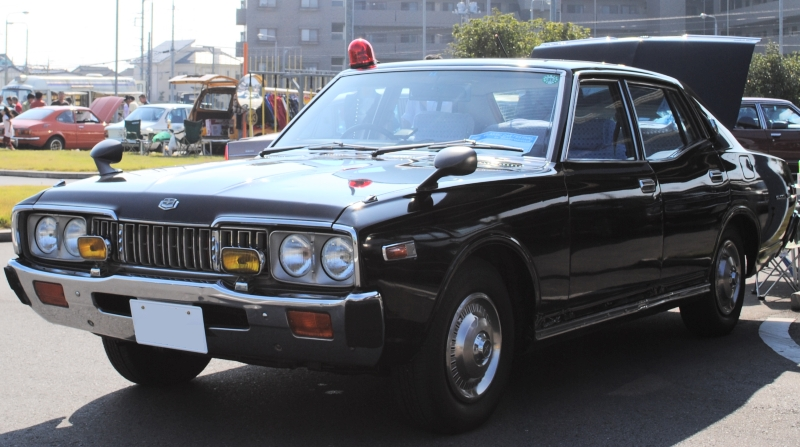
セダン 後期型 GL 1977年6月 - 1979年6月
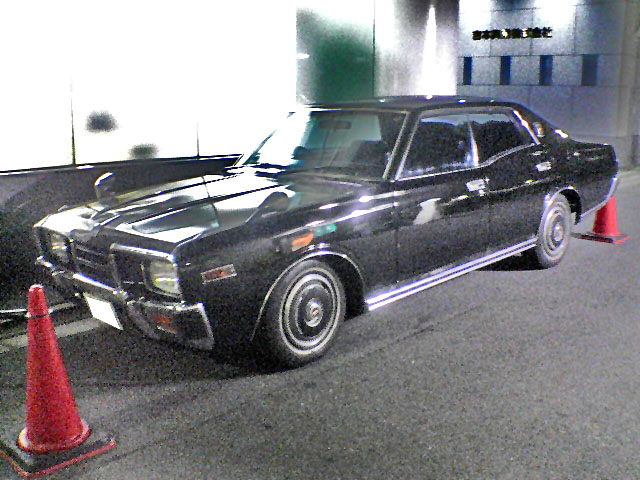
4ドアハードトップ 後期型 SGL-E 1977年6月 - 1979年6月
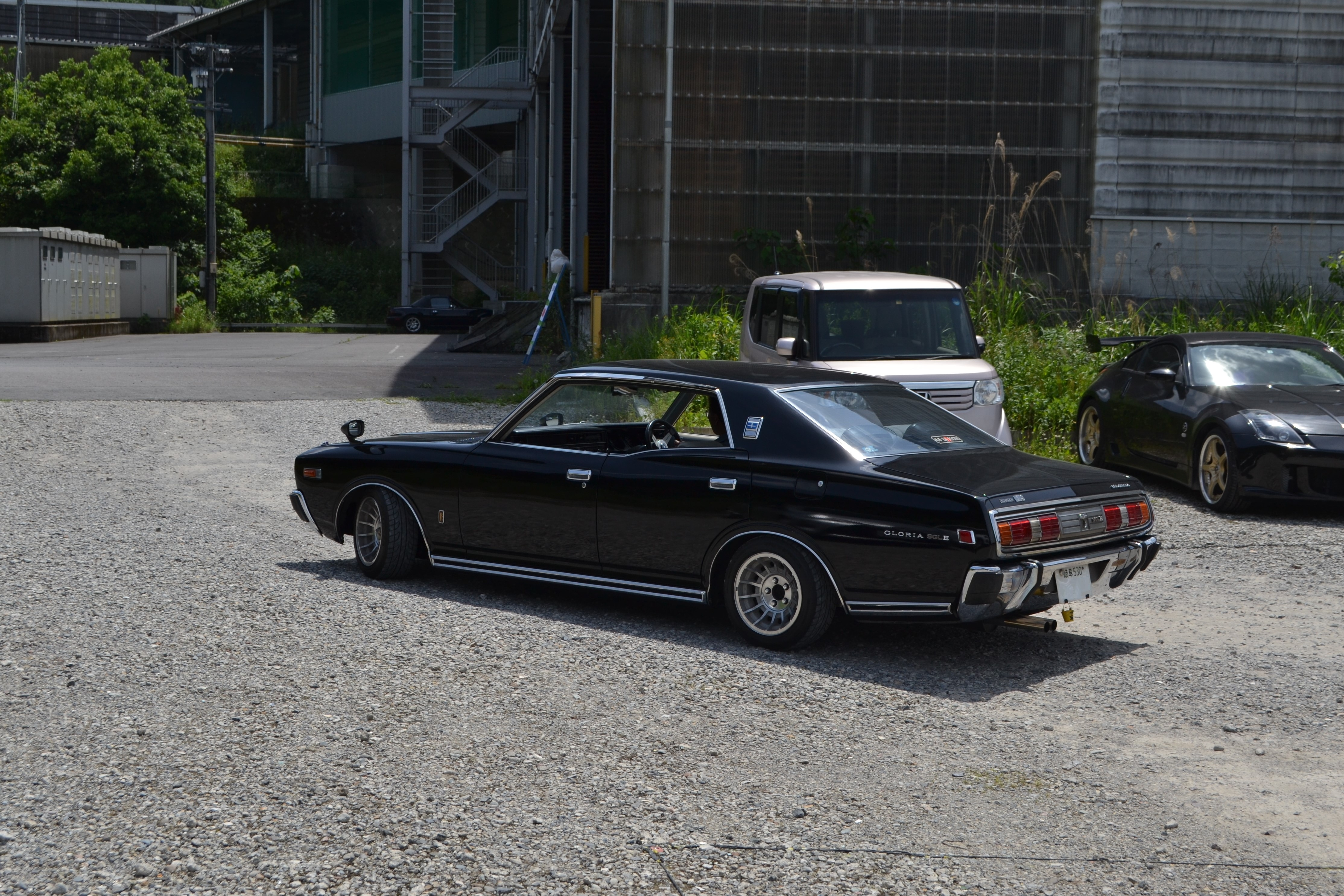
4ドアハードトップ 後期型Fタイプ 2000SGL-Eエクストラ 1977年6月 - 1979年6月
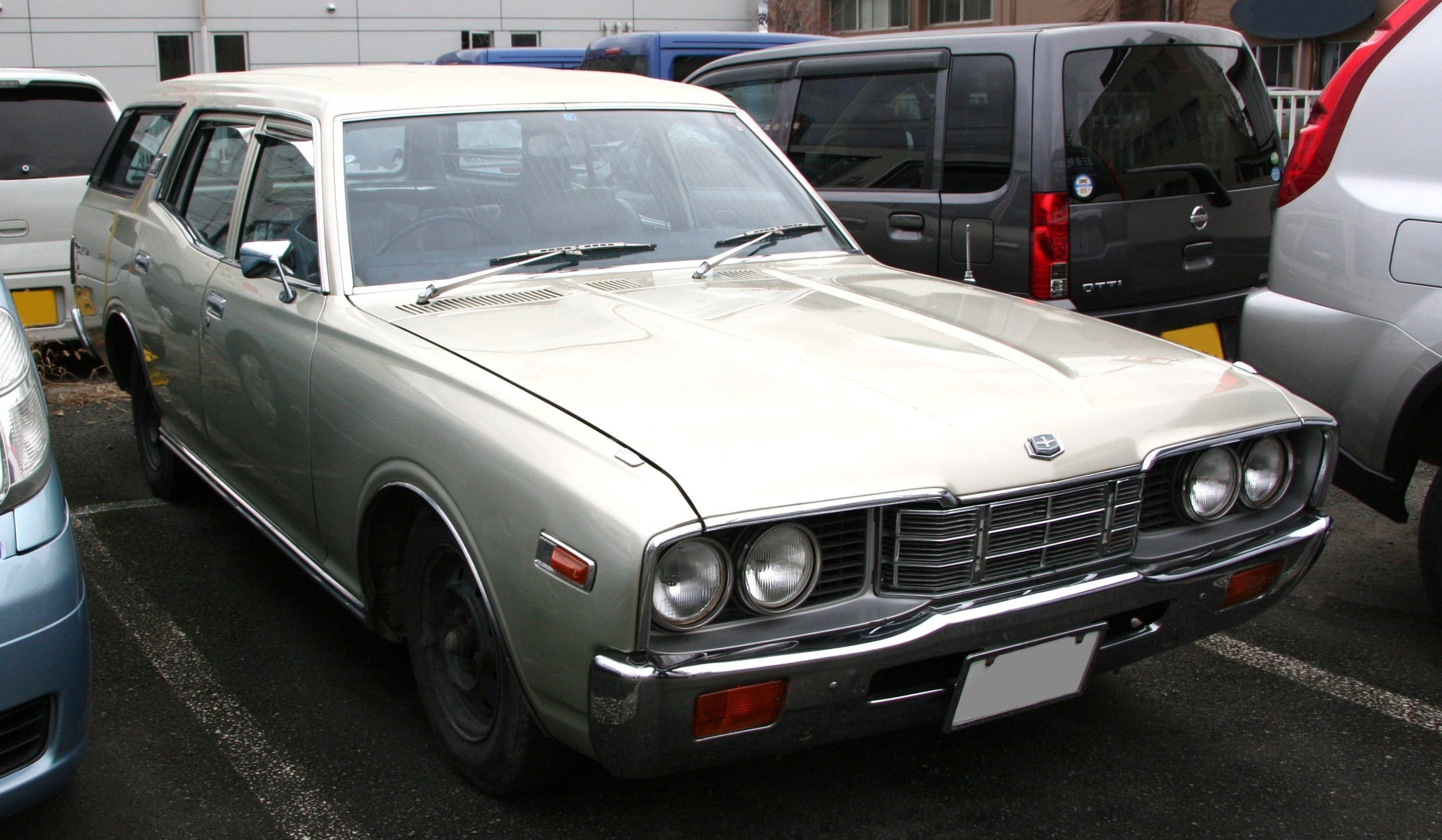
バン デラックス
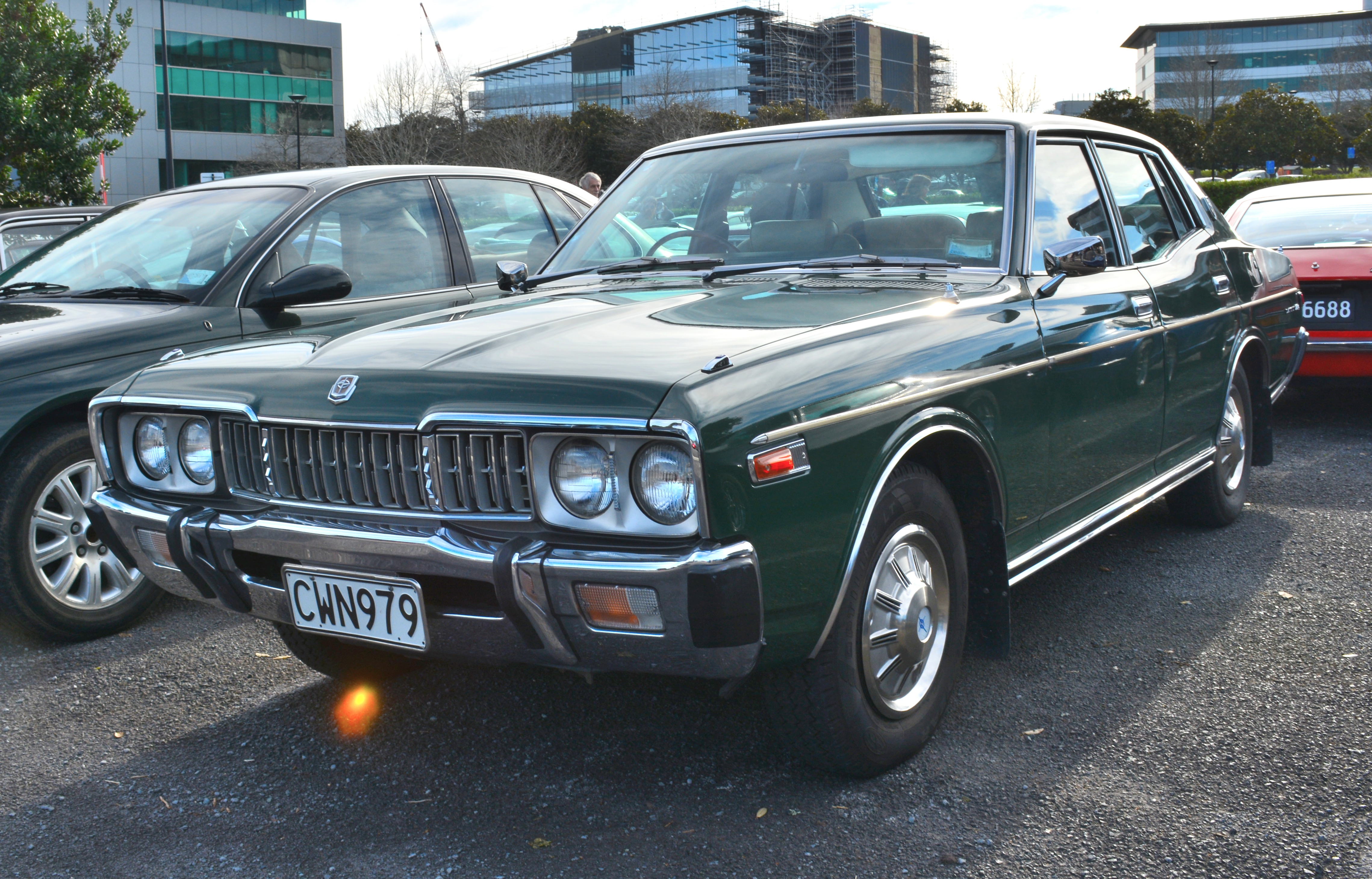
ダットサン260C（ニュージーランド仕様）

## 6代目 430型系（1979年 - 1983年）
L20S型を除くガソリン全車にECCSと呼ばれるエンジン統合制御システムが導入された初の国産車であり、また日本初のターボエンジン搭載車である。エンジンはL28E型、L20ET型、L20E型、L20S型のガソリンSOHCストレート6、LD28型のSOHCディーゼルストレート6。SD22型のOHVディーゼル。このほかタクシー用にLPG4気筒・Z20Pと6気筒・L20Pが存在する。またワゴンも設定。
グレードはブロアム、SGLエクストラ、SGL、GLが基本でハードトップ専用としてSGL-F（後にジャックニクラスバージョン＜後期のターボ車＞）、ターボS、カスタムSがある。セダンはそれに加えカスタムデラックス、デラックス、スタンダード。ワゴンはGLのみ、バンはカスタムデラックス、デラックス、スタンダードである。ディーゼルモデルは初期はSD22のみでセダンとバンのみ設定。GL（セダンのみ）、DX、STD（セダン・バン）グレードとなる。ただしSD22エンジン車は1979年中（セダンGL/DX）、1981年4月（バンとセダンSTD）に消滅。
キャッチフレーズは「サイレント・グロリア」、「グロリアの歴史は高級車の歴史」。販売終了前月までの新車登録台数の累計は11万9405台(一部セドリックと合算)。
- 1979年6月 - モデルチェンジ。ボディバリエーションは4ドアハードトップ、セダン、ワゴン、バンであった。先代の230型と330型に設定されていた2ドアハードトップは廃止された。
  - 10月 - 6気筒ディーゼル（LD28型）エンジン搭載車追加。フロアATのみ設定。
  - 12月 - 日本初のターボエンジン（L20ET型）搭載車を発表・発売。5速MTのみ。
- 1980年2月 - LD28エンジン搭載車にフロア5MT（VL-6・VS-6・VO-6）、コラム4MT（VO-6）追加。
  - 4月 - ターボブロアム（ATのみ）を追加。既存のターボにもAT車を追加。またハードトップ200Eに固定式ガラスサンルーフ・3ウェイツートンカラーを持つSGL-Fを追加（マイナーチェンジでジャックニクラスバージョンに発展）。
  - 9月 - バン/ワゴンのLD28エンジン搭載車にマニュアル車を追加。
- 1981年4月 - マイナーチェンジ実施。2.8L車は大型カラードバンパーを採用。ハードトップのターボ車にカスタムデラックスとグロリア専用としてジャックニクラスバージョンを追加（当初はパックオプション扱い）。
- 1982年6月 - 200E/200Eターボ/280EのATをフルロックアップ付き電子制御4速化。これにより25％も燃費向上。ディーゼル車は昭和57年排出ガス規制に適合。バンのガソリン車（L-V431型）は56年排出ガス規制適合。

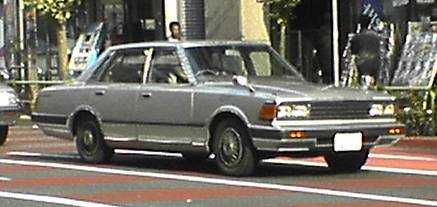
セダン 後期型 280Eブロアム 1981年4月 - 1983年6月
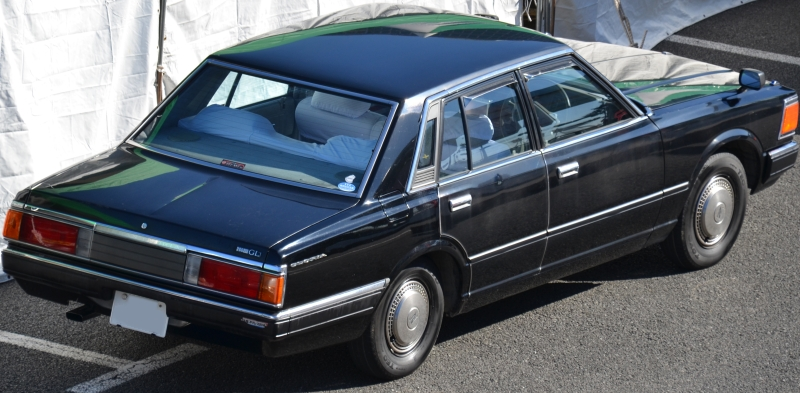
セダン 後期型 200E GL（リア） 1981年4月 - 1983年6月
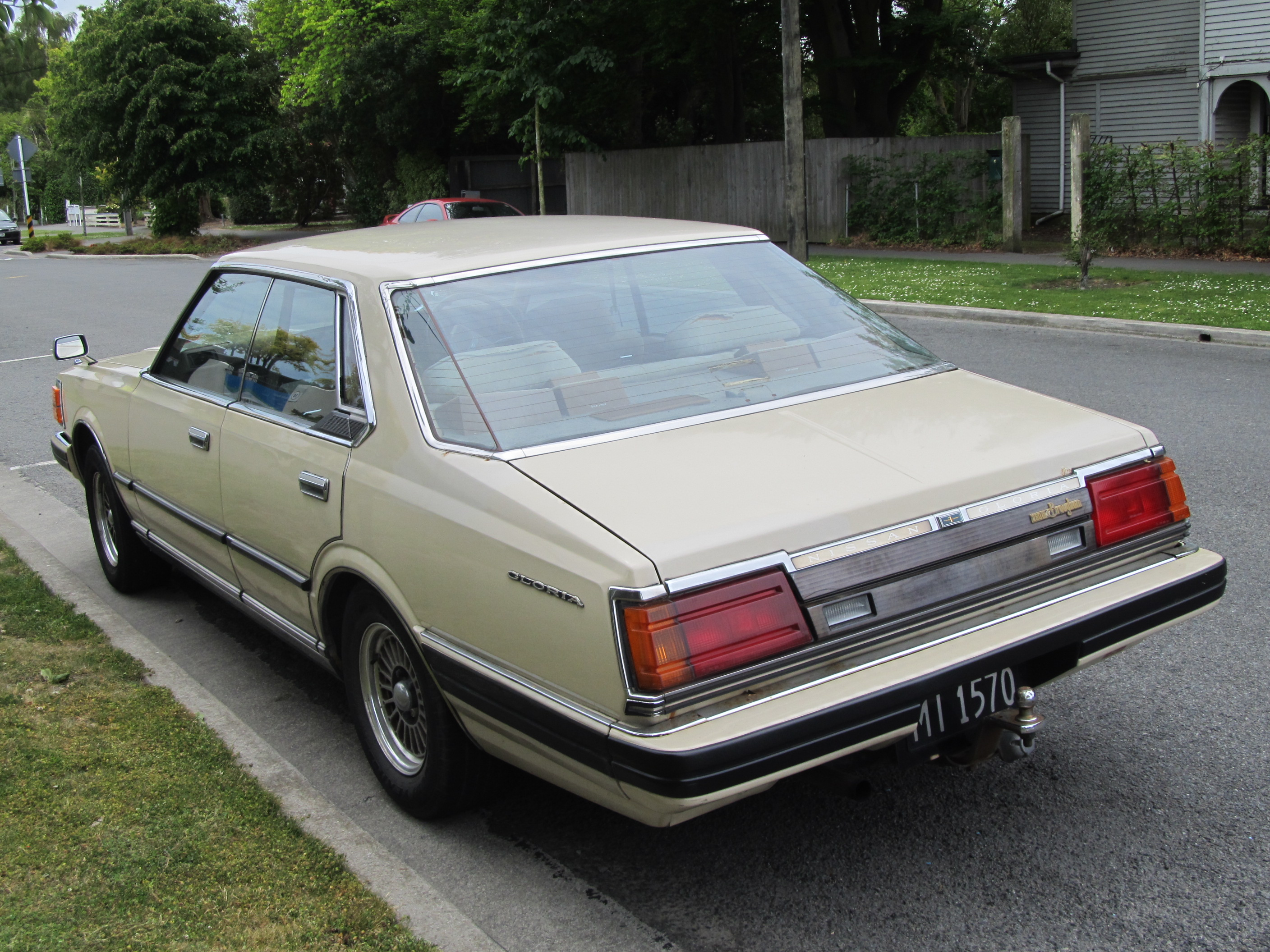
ハードトップ 後期型 280Eブロアム（リア） 1981年4月 - 1983年6月
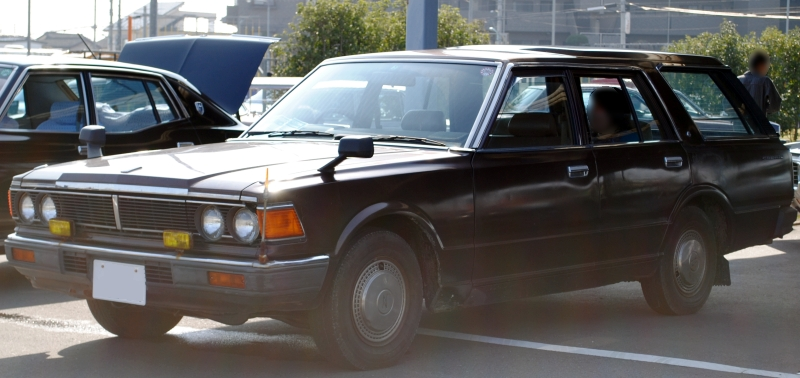
バン 後期型 1981年4月 - 1983年6月

## 7代目 Y30型系（1983年 - 1999年）
ハードトップ・セダン: 1983年 - 1987年
ワゴン・バン: 1983年 - 1999年
エンジンは、長年に渡って搭載されていた直列6気筒SOHCのL型エンジンに代わり、国産量産初ガソリンV型6気筒OHC（VG型）のVG30E型、VG20ET型、およびVG20E型と直列6気筒SOHCディーゼル LD28型。このほか廉価グレード用に直列4気筒SOHC CA20S型、タクシー用に直列4気筒LPG仕様・CA20P型が存在する。1984年2月に直列6気筒LPG・L20P型、1984年6月に3,000ccターボ付のVG30ET型が追加。
グレードはブロアム、SGL、グランデージ（前期型は限定発売、後期型では1986年1月に正式モデル化）、GLを基本とし後に最上級であるブロアムVIP（1984年1月～6月はVG30E、1984年6月以降はVG30ET）が追加された。ハードトップ専用グレードとして「ジャック・ニクラス」バージョン、アストロード（1985年6月までターボS）、カスタムS（1985年6月まで）、セダンにはカスタムデラックス、デラックス、スタンダード。ワゴンにはGL、カスタムデラックス（1985年6月まで）、デラックス。バンにはカスタムデラックス、デラックス、スタンダードとなる（1987年6月のバンのV6追加時にGL追加）。ヘッドランプは異型2灯としたが、バンおよび教習車、タクシー向けの「スタンダード」は丸型4灯を設定。ワゴン、バンには、左側のラゲッジルームウィンドウが外側から開閉できる機能を先代に引き続き設定。
Y31型にモデルチェンジ後もワゴン・バンは、セドリックワゴン・バンと同様に1999年8月まで継続生産されており、実質的な後継車種のステージアが登場するまでは、セドリックワゴン・バンと同様に、官公庁向けの公用車や、首都圏・京阪神など大都市圏の地域ではワゴンタクシーとして使用されていたほか、長い期間にわたって継続生産されていたことから、レトロカーやカスタムカー愛好者にも根強い人気がある。販売終了前月までの新車登録台数の累計は33万3135台(セドリックと合算)。
- 1983年6月 - 4ドアハードトップ、4ドアセダン、ステーションワゴン、バンがモデルチェンジ。
  - 12月 - V30EブロアムVIP追加および一部改良。カラードバンパーが拡大採用される。
- 1984年6月 - VG30ETエンジン搭載車追加。ブロアムVIPがVG30ETエンジンに移行（カタログにはVG30Eエンジン搭載車のブロアムVIPを受注生産とする記述あり）。セダンとハードトップの最上級グレードのブロアムVIP、ハードトップのジャック・ニクラスバージョン（メーカーオプション）には電子制御式オートレベライザーが標準装備。これは、乗員やトランク内荷物の増減に従って生ずる車高の低下（尻下がり）をエア・サスペンションに依って補正するシステムである。
  - 9月 - 特別仕様車「グランデージ」発売。
  - 11月 - 特別仕様車「V20ターボ アストロード」発売。
- 1985年6月 - マイナーチェンジで内外装を変更。VG20ET型がジェットターボ仕様となったほか、ディーゼルエンジンがLD28型に替わり新設計のRD28型となる。430型のターボ車以来の「ターボS」に代わって「4ドアハードトップV20ターボアストロード（Y30系前期では限定車で発売）」が追加されたほか、「ワゴンV20E SGL」、「ワゴン280D-6 GL」が追加された。一部グレードにスーパーソニックサスペンションと呼ばれる超音波感知式電子制御サスが用意された。
- 1986年1月 - 特別仕様車グランデージ、アストロード及びL20P搭載のブロアム追加。
  - 3月 - 一部改良、RD28エンジン搭載のA/T車のロックアップ制御を電子制御式に変更。
  - 11月 - 一部改良。駐車灯が廃止され、フロント合わせガラスとリヤシート中央にシートベルトを追加[注釈 11]。
- 1987年1月 - 特別仕様車グランデージG及び4ドアハードトップのターボアストロードG追加。
  - 5月 - セダン・ハードトップ生産終了。以後は在庫対応分のみの販売となる。
  - 6月 - セダン・ハードトップがY31型に移行する形で販売終了。ワゴン/バンはそのまま継続販売となった。同時にバンに2LのV6エンジン搭載車を追加。このモデルはワゴンと同じフォグランプ内蔵の異型ライトの顔を持つ。グレードはDX/カスタムDX/GLの3種類。AT車も選べた。
- 1989年3月 - 一部改良。A/Tシフトロック追加。
- 1991年6月 - ハードトップが9代目に移行後もセダンは8代目、ワゴン/バンは7代目を継続生産。
- 1993年8月 - RD28ディーゼルエンジン搭載車廃止。
- 1994年3月 - バン/ワゴンを一部変更。エアコンは代替フロン化されサイドドアビーム・ハイマウントストップランプ・後席左右に3点式シートベルトを装備[注釈 12]。
- 1995年11月 - 10代目登場に合わせ、ワゴン/バンがマイナーチェンジ。バンは全車V6エンジン搭載車のみに集約と同時に6人乗りのマニュアルコラムシフト車が廃止。ワゴンにはルーフレールのオプション追加とデュアルシート&コラムATのSGLリミテッドを追加。その他コストダウンのためシート素材の変更と一部装備の廃止。運転席エアバッグをワゴン全車に標準装備。
- 1997年8月 - 一部改良。
- 1999年5月[11][12] - バンとワゴンの生産終了。在庫対応分のみの販売となる。
- 1999年8月 - バンとワゴンの販売終了。ワゴンはセフィーロワゴンとプリメーラワゴンとステージア、バンはエキスパートが受け皿となった。

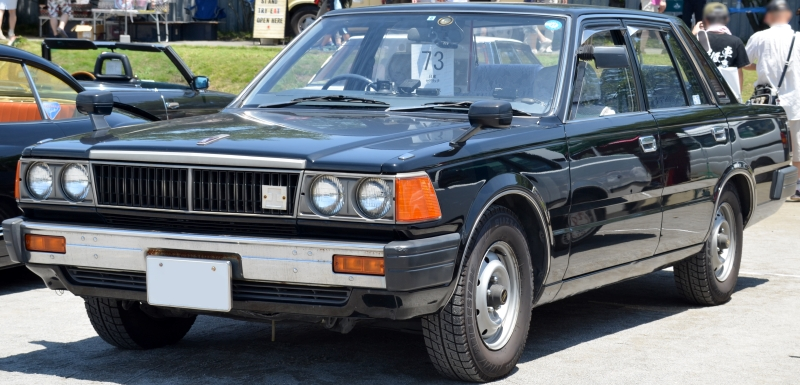
セダン スタンダード
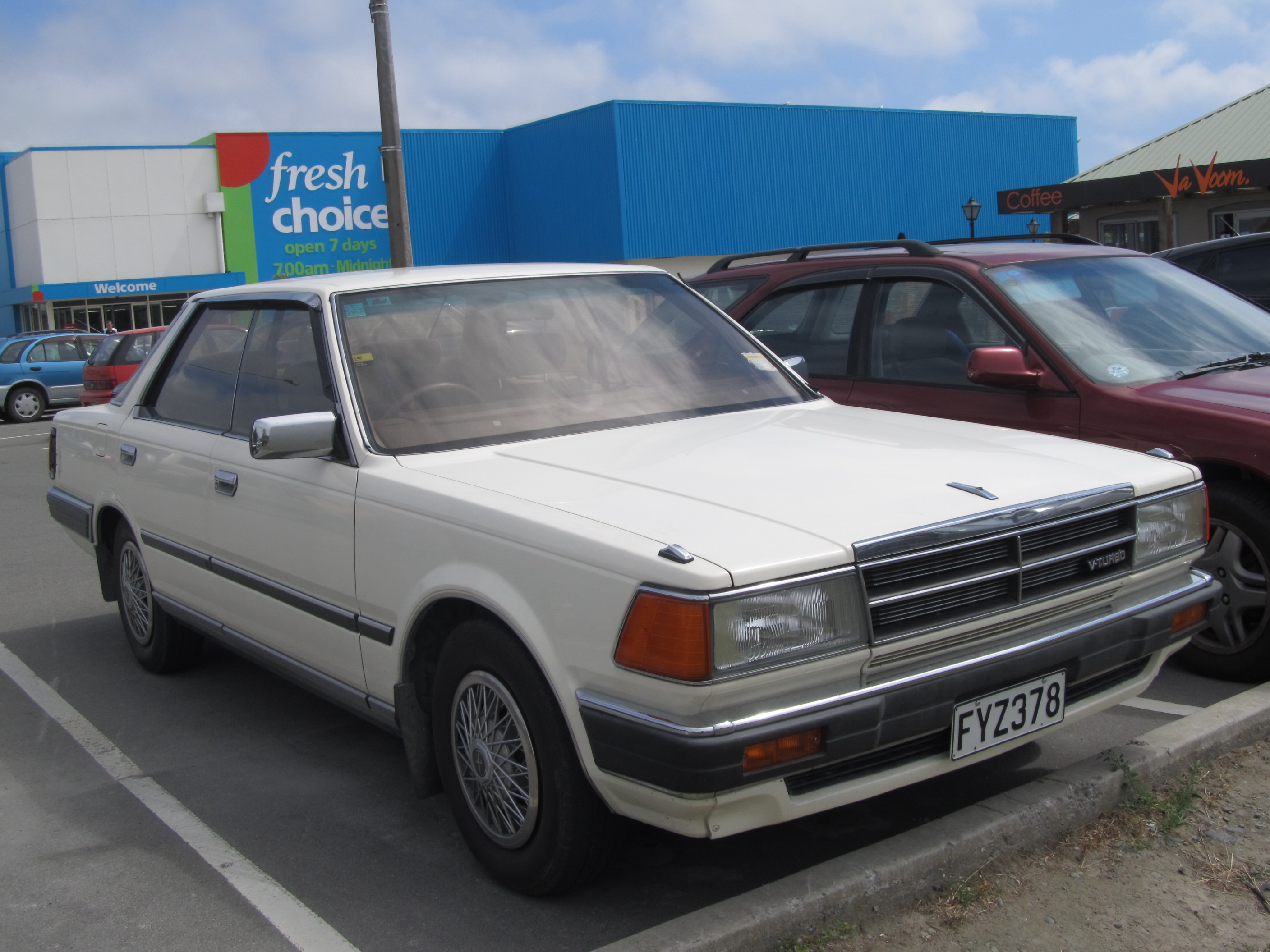
ハードトップ V20ターボ ブロアム（前期型） 1983年6月 - 1985年6月
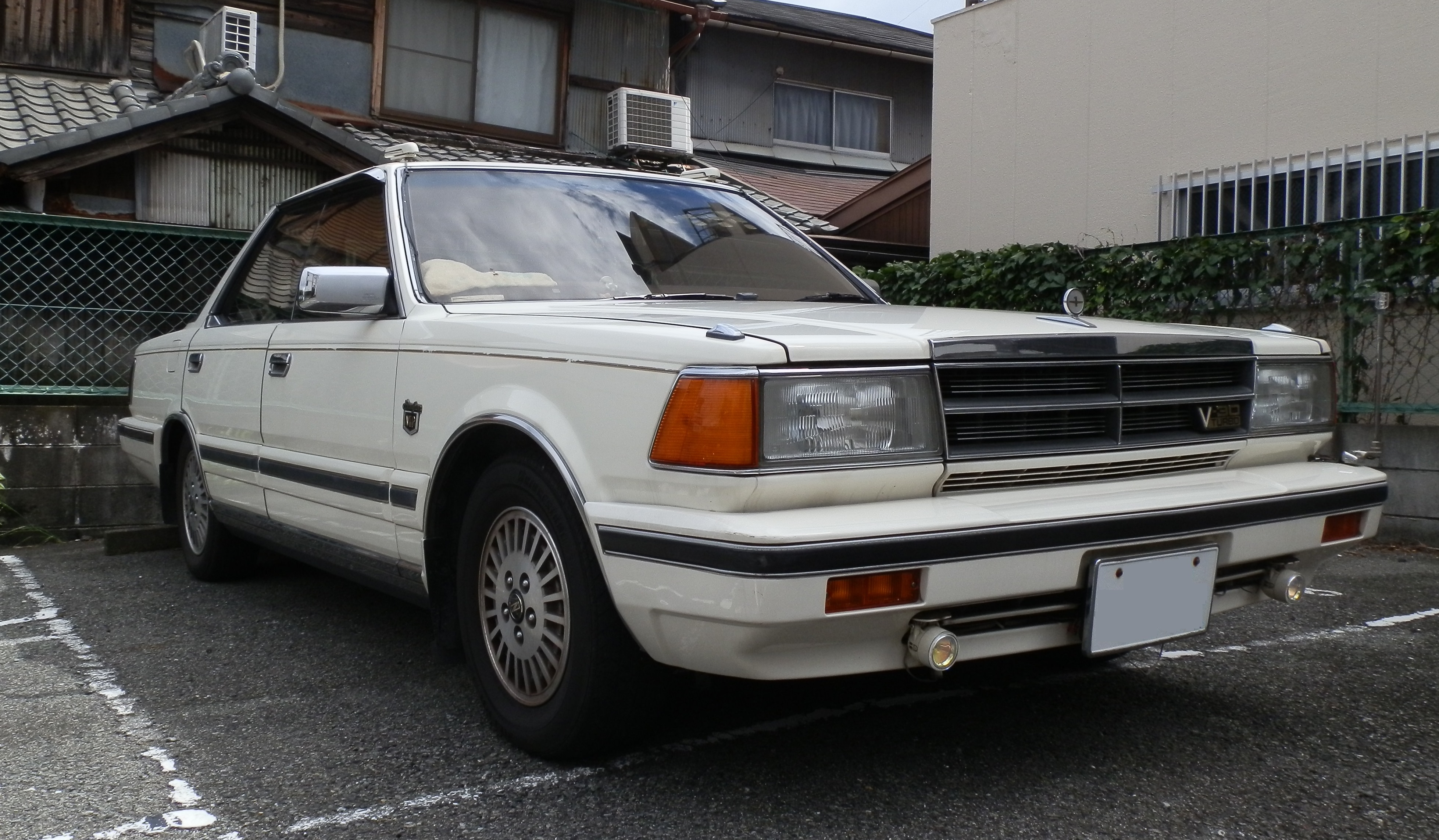
ハードトップ V30E ブロアムVIP（前期型） 1983年6月 - 1985年6月
ハードトップ V30ターボ ブロアムVIP（後期型） 1985年6月 - 1987年6月
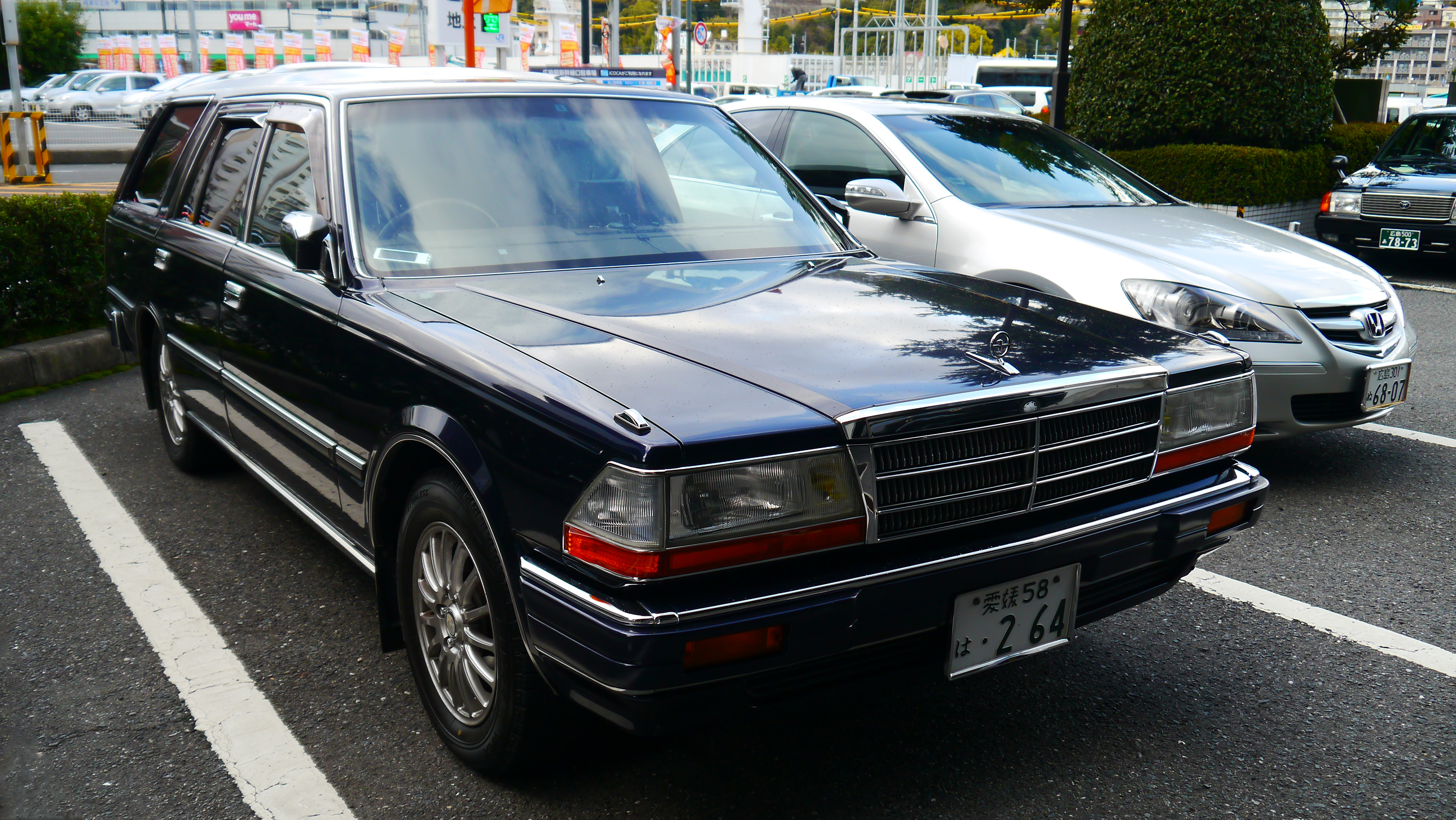
ワゴン SGL （後期型） フロント
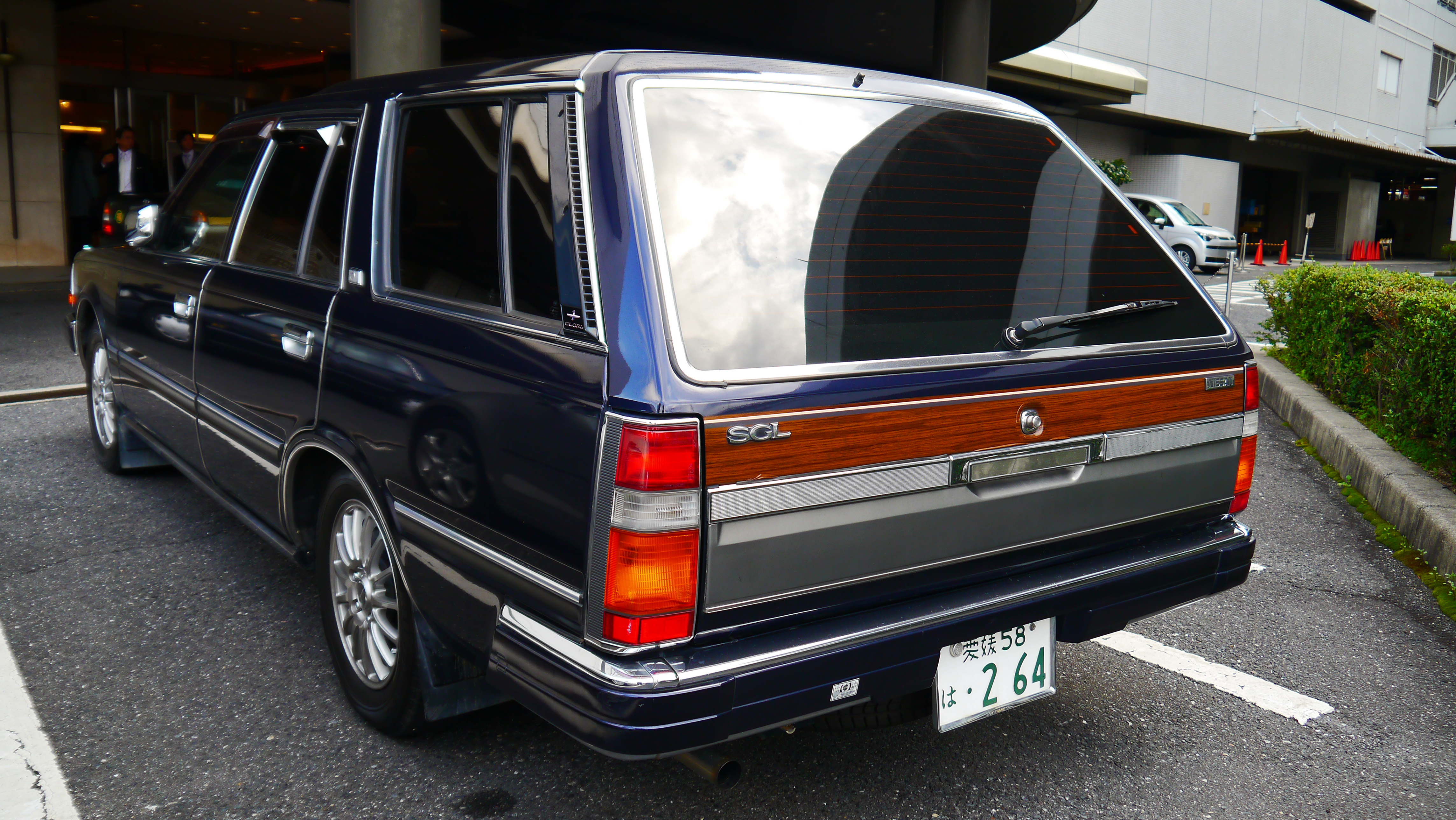
ワゴン SGL （後期型） リア
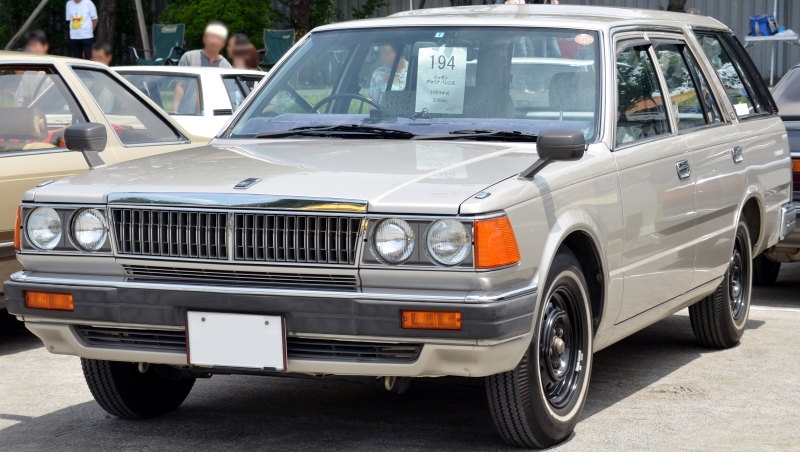
バン デラックス（前期型）
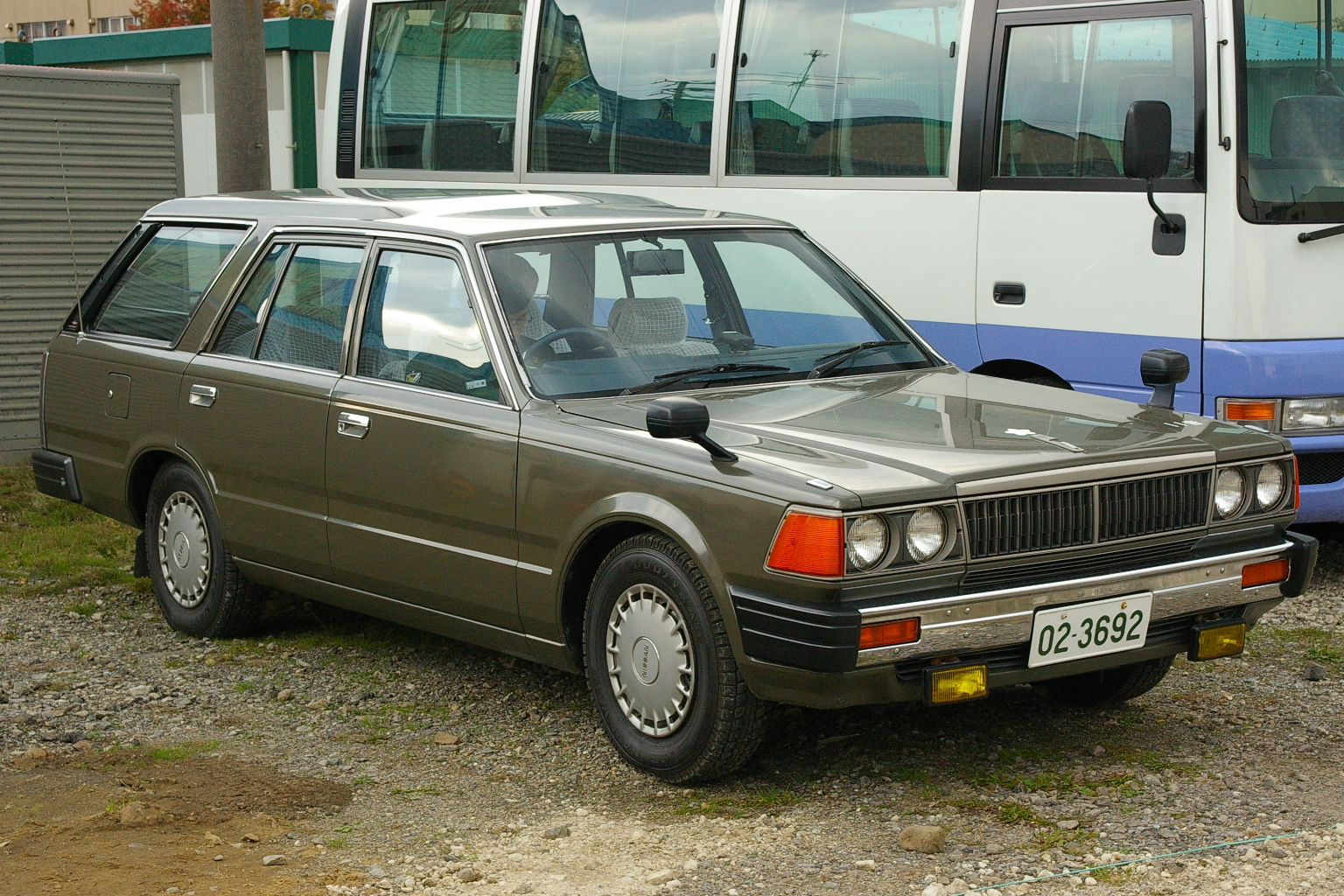
バン スタンダード
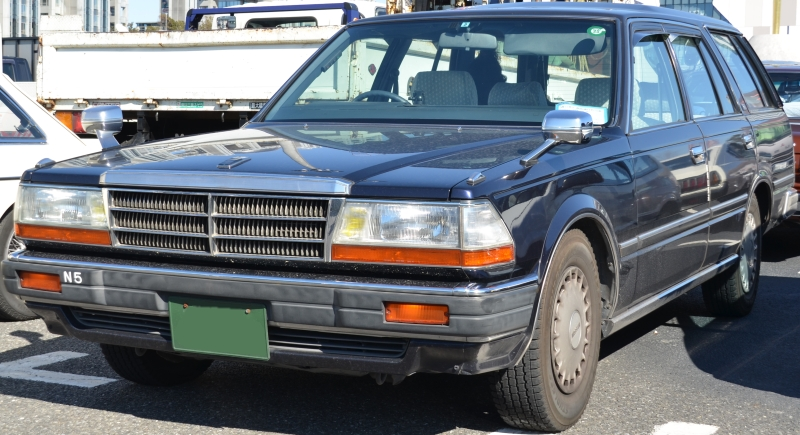
バン（後期型）

## 8代目 Y31型系（1987年 - 1999年）
ハードトップ: 1987年 - 1991年
セダン: 1987年 - 1999年
ボディはピラーレスハードトップとプレスドアのセダン。なお、セダンとハードトップモデルが同時にモデルチェンジを受けるのは、このY31型が最後となる。セダンは1999年までY31型が継続生産され、セドリックセダンと統合される形で消滅した。
エンジンはガソリンエンジンはVG30ET、VG30E、VG20DET、VG20E。プロパンモデルとしてRB20P、CA20P。ディーゼルエンジンはRD28。VG20DETを初搭載したモデルでもあり、同時にグロリア史上（姉妹車のセドリックにとっても）初のDOHCエンジン搭載モデルとなる。トランスミッションは電子制御4速ATの設定が全グレードに設定されたが、VG20EとRD28には5速フロアMTも設定されていた（VG20E車はグランツーリスモ、クラシックSV、クラシック、スーパーカスタム、RD28はクラシック、スーパーカスタム）。ハードトップのコラムAT車は廃止され、セダンのコラムマニュアル車は営業車のみになった。
一部グレードを除きリアサスペンションがセミトレーリングアームIRSとなった。ブロアムVIPには電子制御エアサス装着車が設定されていた。後の定番グレードとなるグランツーリスモ（ハードトップVG20DETグランツーリスモSV、グランツーリスモ、VG20Eグランツーリスモ）が初登場。高級車らしからぬスポーティさとVG20DET型エンジンの高い動力性能で若々しいイメージを持ち込みヒット作となった。現在でも人気を保ち続けており、1980年代後半を代表する日産車となっている。フロアAT車のパーキングブレーキが足踏み式化された。前期型および後期型のCMキャラクターとナレーションは前田美波里。販売終了前月までの新車登録台数の累計は16万4703台。
- 1987年6月 - ハードトップ、セダンがモデルチェンジ。ワゴン・バンは先代のY30型を継続生産。
  - 9月 - VG20E型エンジン車に「ブロアム」追加。
- 1988年6月 - セダンVG20DET車に「グランツーリスモSV」及び「RD28スーパーカスタム6人乗り」追加。AT車にシフトロックシステム採用。
  - 10月 - 本革シート、JBLスピーカー、特別塗装色グリーンメタリック、同色アルミロードホイールを採用した特別限定車「V20ツインカムターボグランツーリスモスーパーSV」を発売。
- 1989年3月 - パーソナル キーの材質を洋白からステンレスに変更。
  - 6月 - マイナーチェンジ。後期モデルからVG20DET車に世界初の電子制御5速ATが設定された。同時にVG20DET型エンジン搭載車にインタークーラーを装着し、ハイオク化され、185psから210psに向上した。VG20DETブロアムが3ナンバー化された。デジタルメーターをオプション設定。
- 1990年8月 - VG20E・RD28車にV30E/V20ツインカムターボブロアムと同じワイドボディー、アルミロードホイールを装備した「ブロアムセレクション」（3ナンバー車）を追加。VG20DET車ブロアムに5ナンバー車復活。またVG30Eエンジン搭載車にクラシックSVの3ナンバー版でアルミロードホイールと専用ボディーサイドバッジを装備した30・SV（サーティー・SV）を追加。クラシック・グランツーリスモ車の仕様向上。
  - 10月 - 「V20ツインカムターボ グランツーリスモスーパーSV」と「V20EグランツーリスモS」を追加。
- 1991年3月 - VG20E・RD28車に「クラシックS」を追加。
  - 5月[14] - ハードトップの生産終了。在庫対応分のみの販売となる。
  - 6月 - セダンはビッグマイナーチェンジ。大幅変更を行う。ハードトップはY32型へ移行し販売終了。
- 1995年8月 - セダンは2回目のビッグマイナーチェンジ。3ナンバー車の外装はグリル、ヘッドランプ、およびバンパーのデザインを変更。5ナンバー車の外装はグリルとテールランプ変更。「V20EクラシックSV」、および「V20EスーパーカスタムG」を追加。同年6月にハードトップはY33型にモデルチェンジ。
- 1999年7月[15] - セダンの生産終了。在庫対応分のみの販売となる。同年6月、Y34型にフルモデルチェンジ。
  - 8月 - セドリックセダン系に統合されるかたちでグロリアセダン系販売終了。

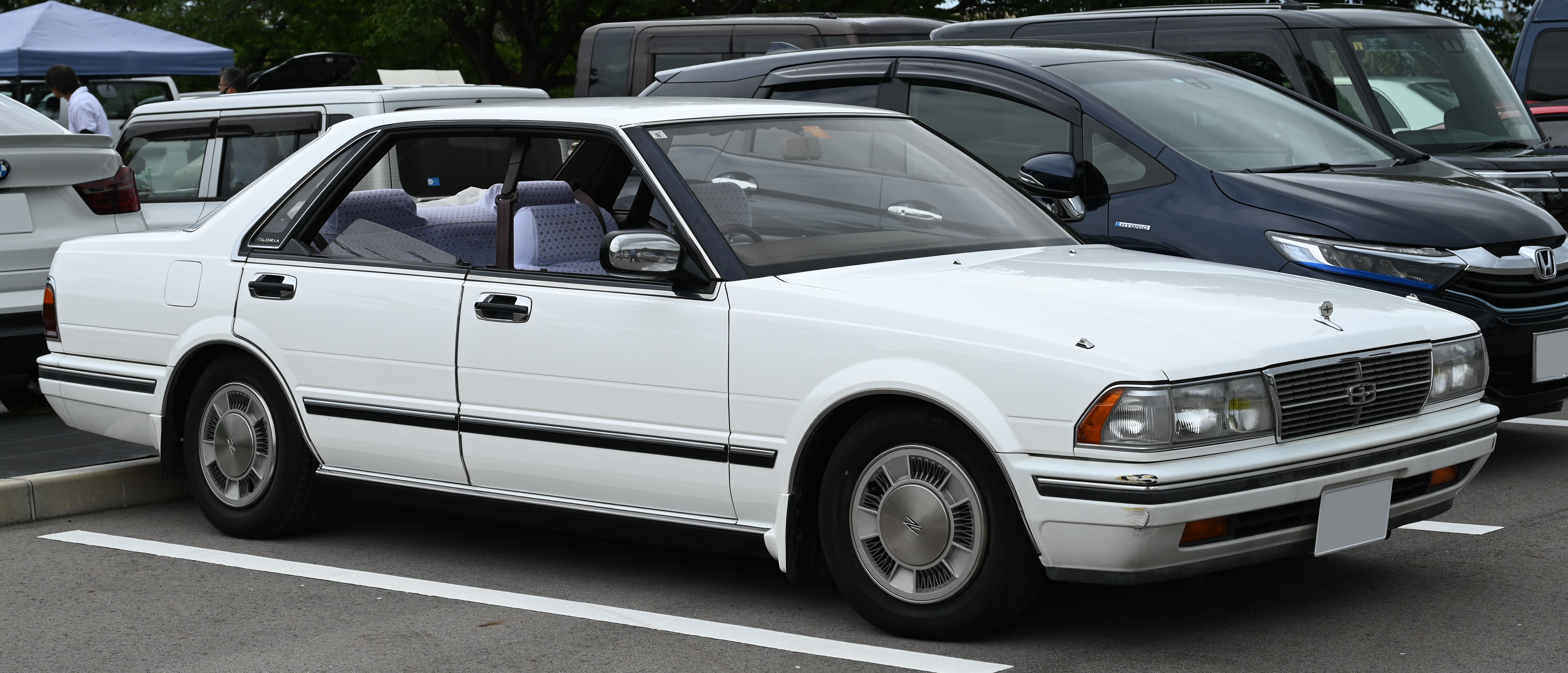
ハードトップ V20E クラシック （前期型） フロント 1987年6月 - 1989年6月
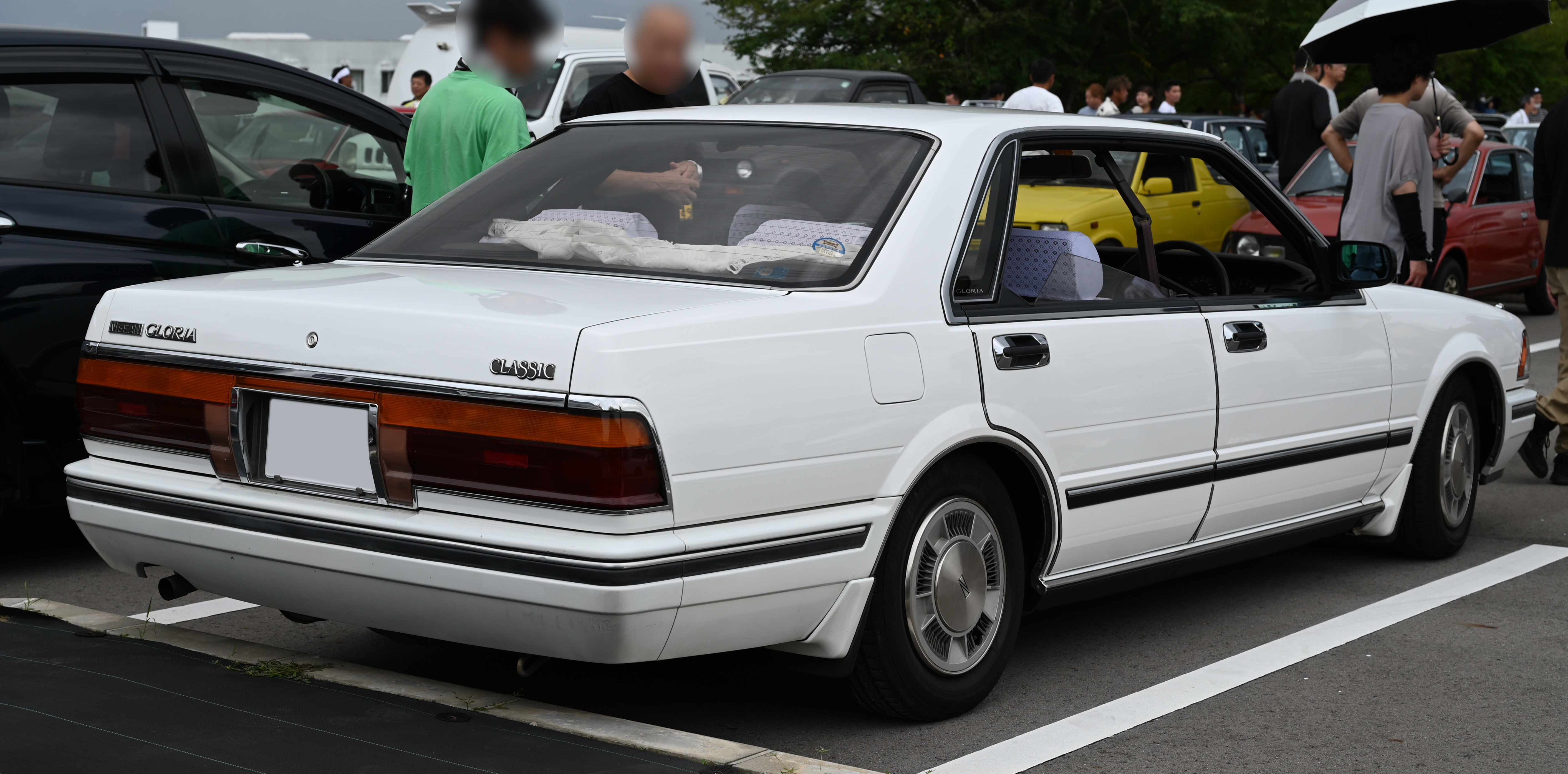
ハードトップ V20E クラシック （前期型） リア 1987年6月 - 1989年6月
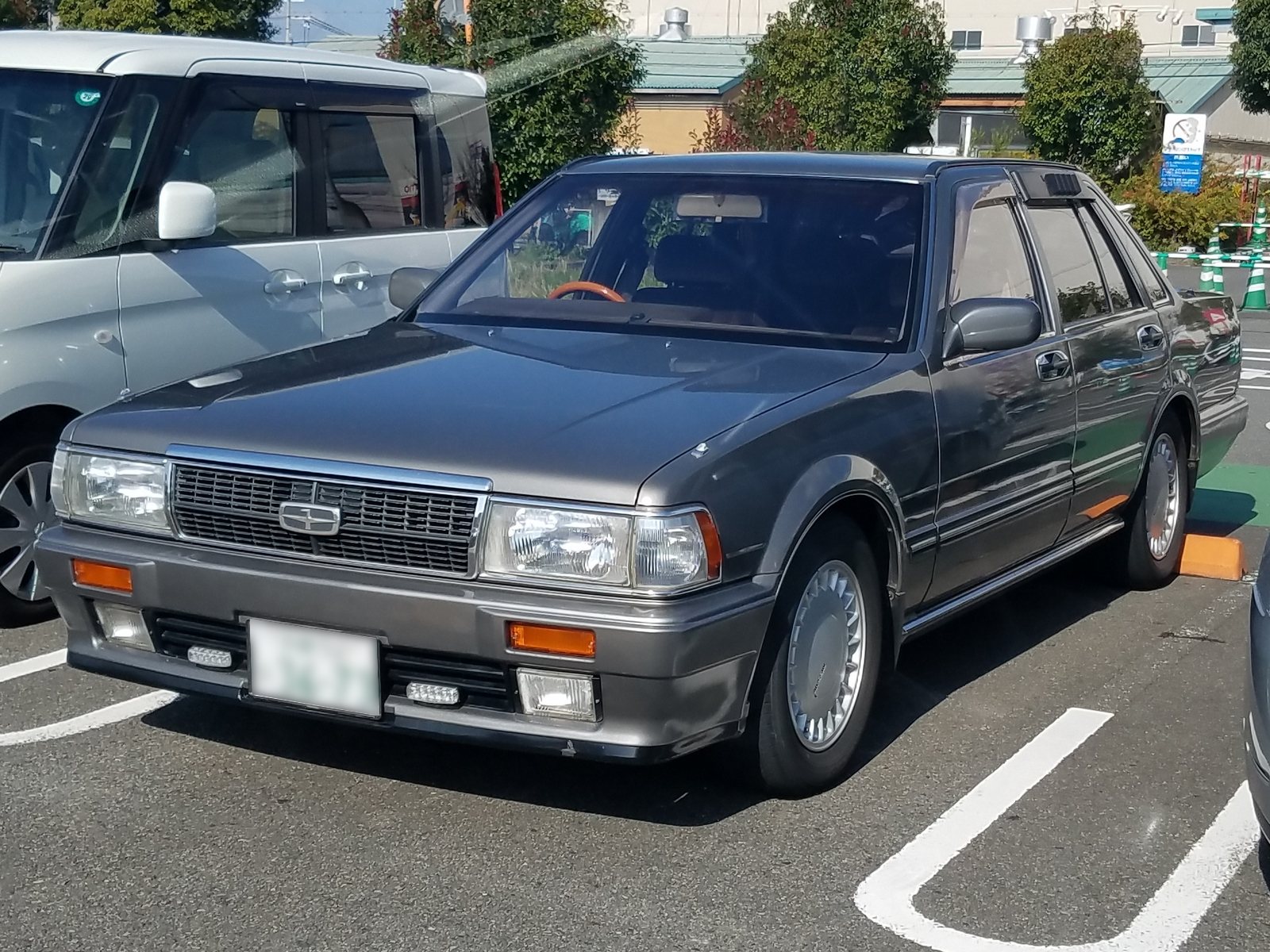
セダン V20ツインカムターボ グランツーリスモSV（前期型） フロント 1987年6月 - 1989年6月
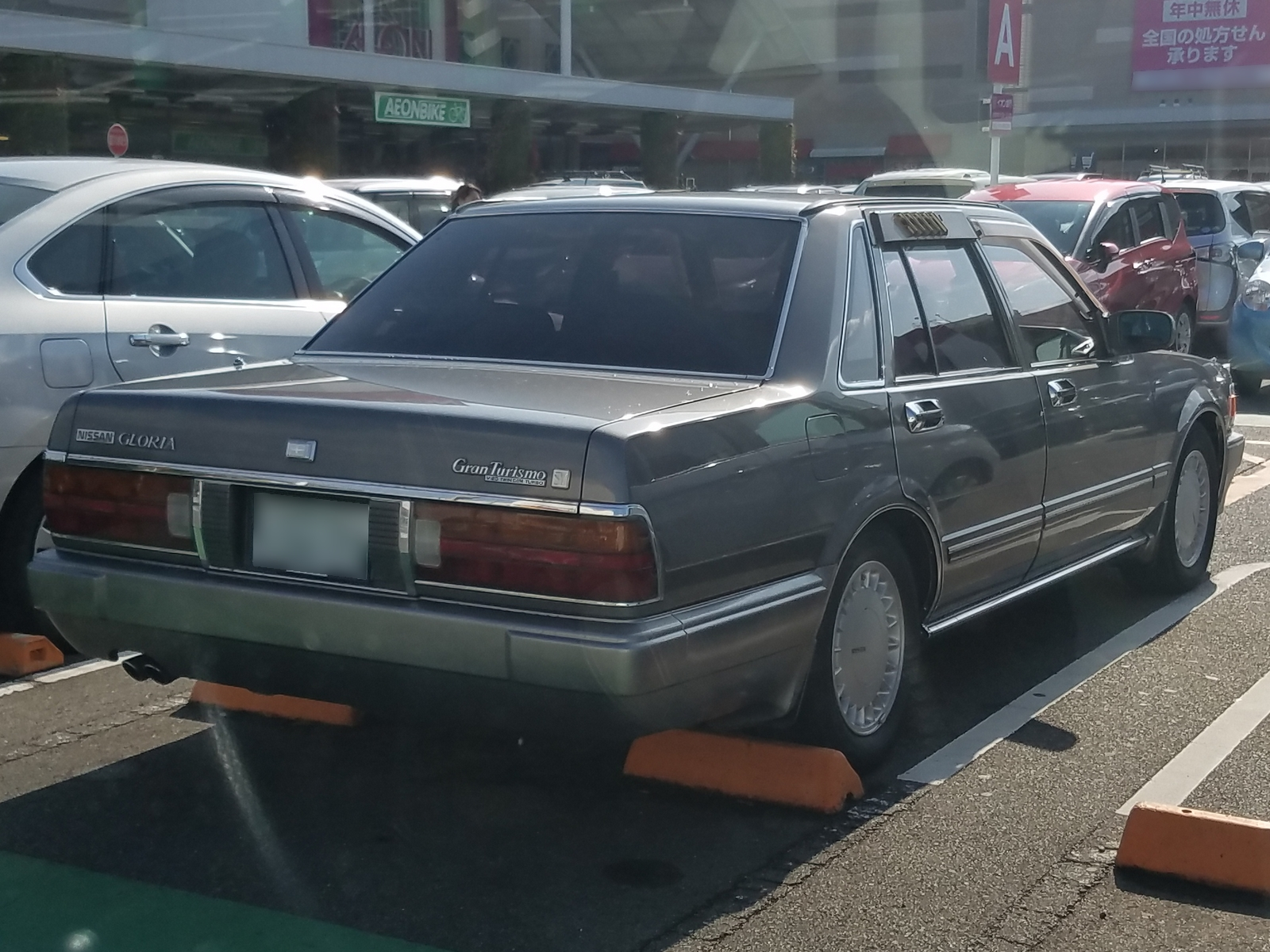
セダン V20ツインカムターボ グランツーリスモSV（前期型） リア 1987年6月 - 1989年6月
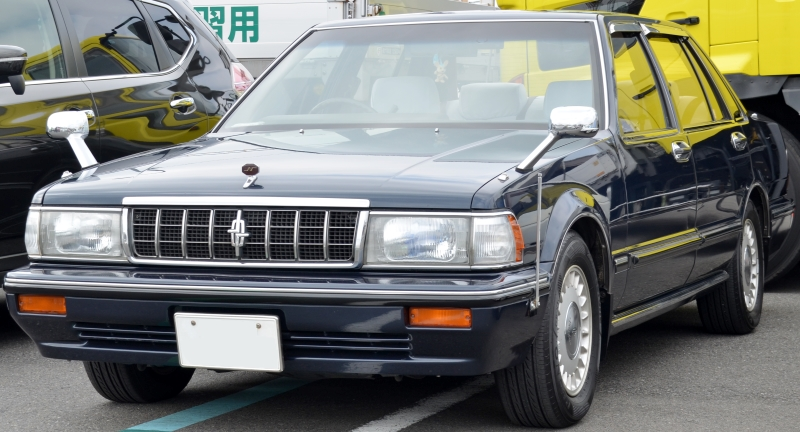
セダン V30E ブロアムL（後期型） 1989年6月 - 1991年6月
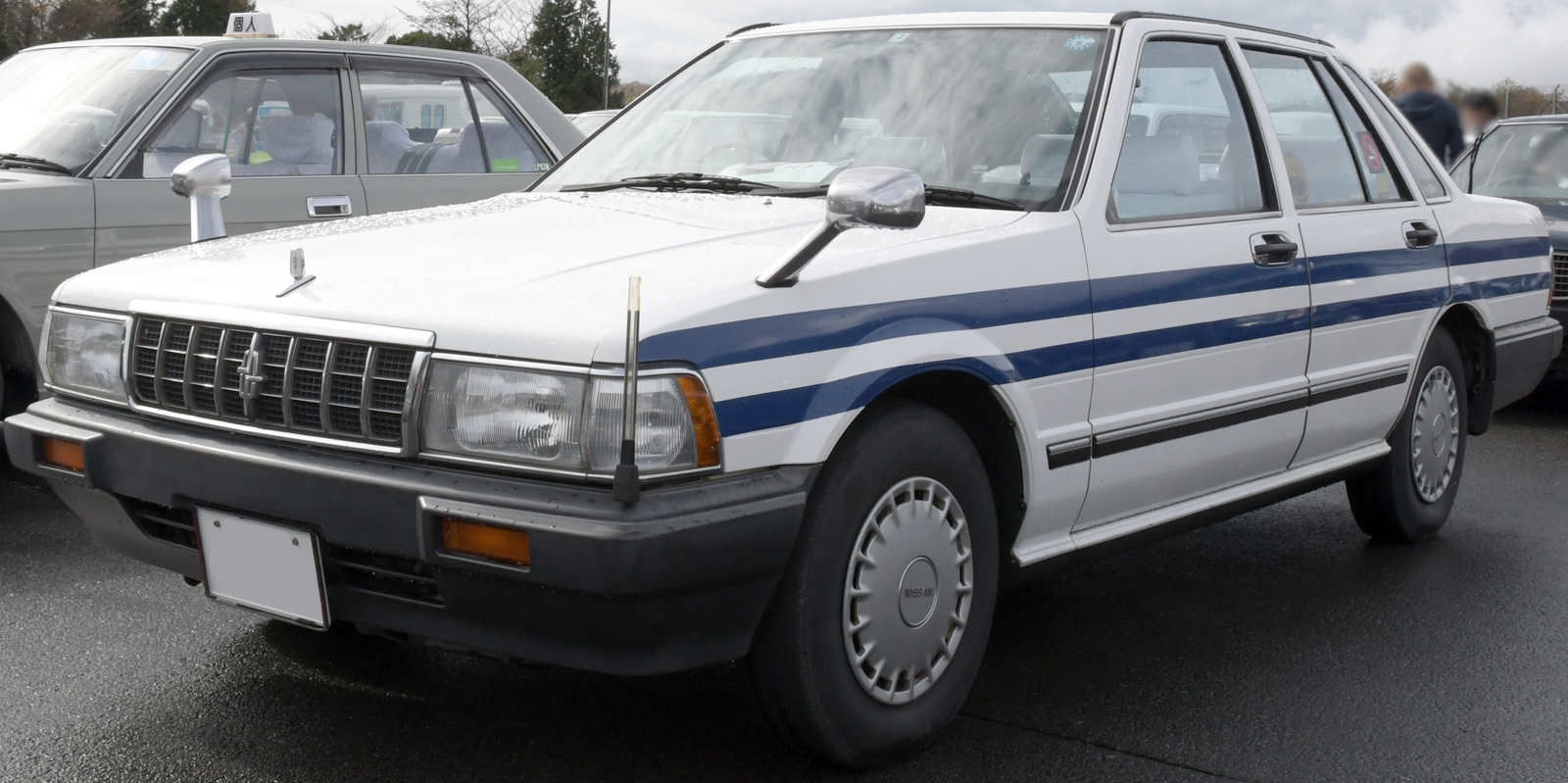
セダン V20E スーパーカスタム（後期型） 1989年6月 - 1991年6月
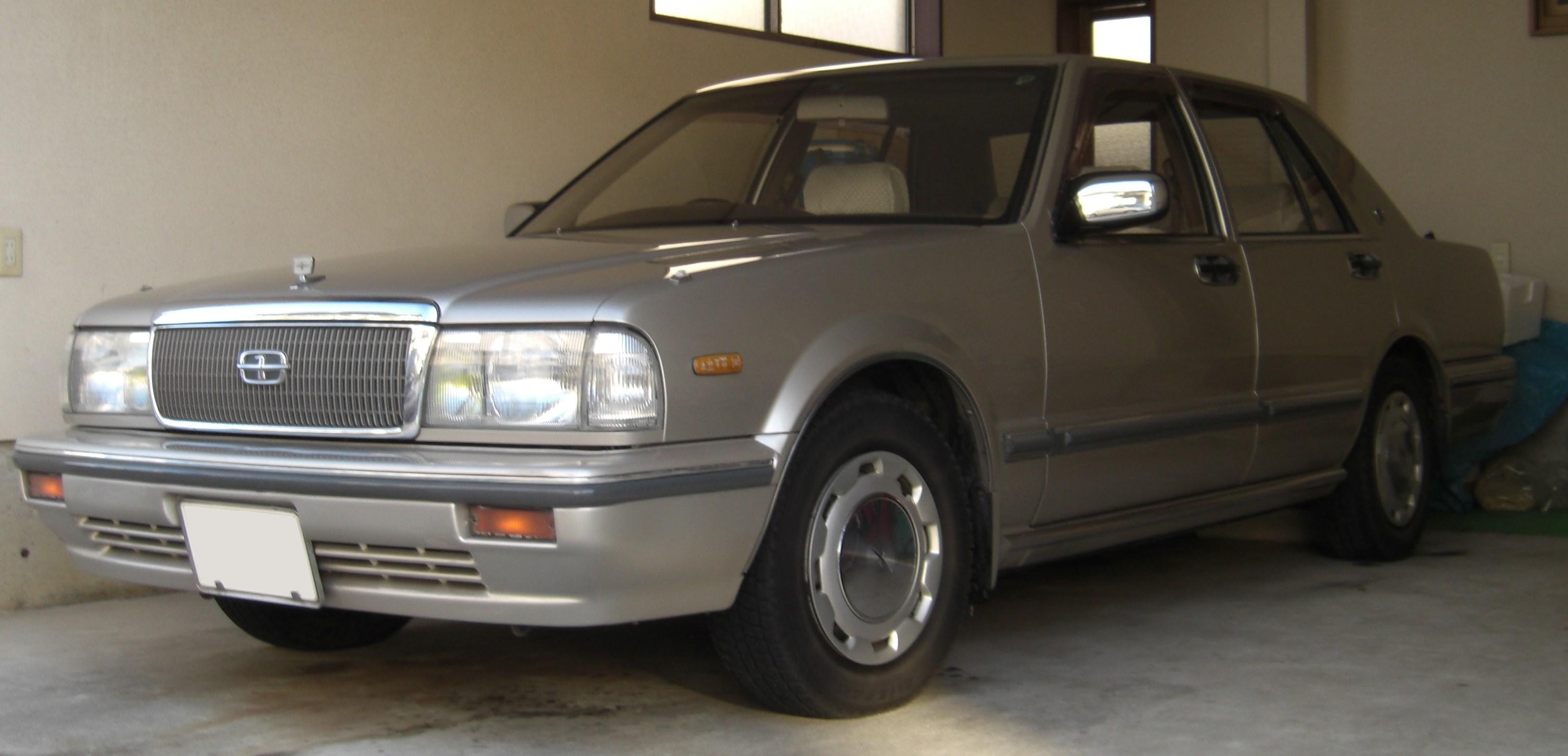
セダン V20E クラシックSV（1991年6月～1995年8月）
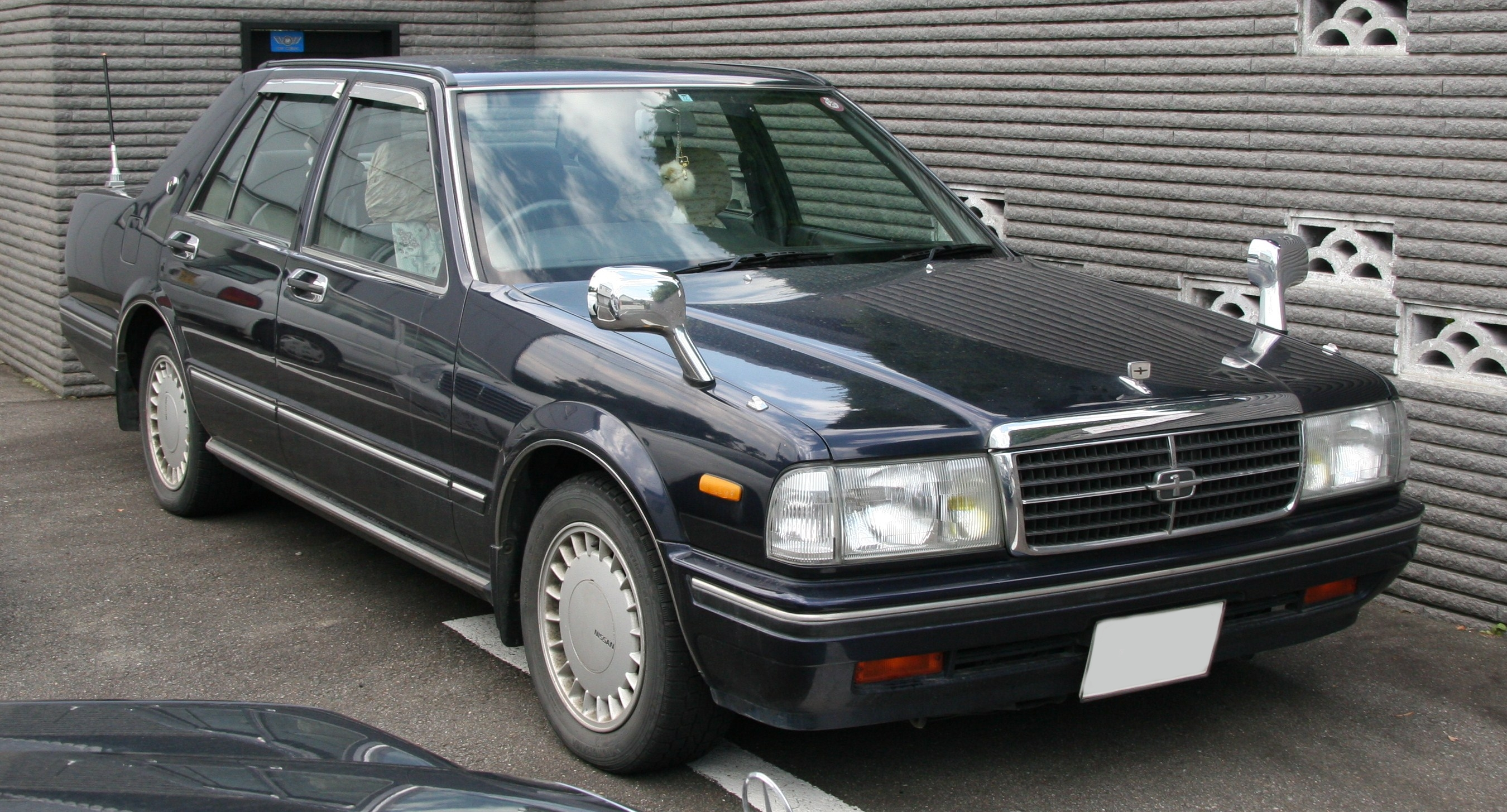
セダン クラシック（1995年8月～1999年7月）

## 9代目 Y32型系（1991年 - 1995年）
時代の流れを受けボディは3ナンバーとなり、Y31系シーマに搭載されていたVG30DET、VG30DEを搭載するモデルも登場する。このモデルチェンジでセンターピラーを有するピラードハードトップとなり安全性や耐久性が大幅に向上、高い走行性能を支える強固な骨格も実現された。エンジンはガソリンエンジンがVG30DET、VG30DE、VG30E、VG20E、ディーゼルエンジンはRD28が搭載された。トランスミッションはMTがラインナップから無くなり全車ATのみとなる。VG30DE、VG30Eは電子制御5速ATを搭載、VG30DET、VG20E、RD28は電子制御4速ATが搭載された。
先代で好評だったグランツーリスモ系には丸型4灯のヘッドランプが与えられより強い印象に仕立てられた。グレードでは発売当初はグランツーリスモSV、グランツーリスモ。そしてVG30DET型エンジンを搭載するトップグレードのグランツーリスモアルティマが新たに追加された。一方のブロアム系は異型2灯のノーブルな雰囲気に仕立てられ、同じボディを使用して廉価仕様のクラシック系も用意された。トップグレードから順にブロアムVIPエアサスペンション仕様、ブロアムVIP・Cタイプ、ブロアムG、ブロアム、クラシックSV、クラシックとなる。ブロアムVIP系はグランツーリスモアルティマ同様全車VG30DETを搭載する。また、グランツーリスモ系とブロアム系・クラシック系でフロントバンパーのデザインが異なる。その為、グランツーリスモ系の方が20mnほど全長が長い。
- 1991年6月 - ハードトップがモデルチェンジ。セダンは先代モデルのY31型を継続生産。
- 1992年2月 - グランツーリスモにお買い得装備を追加したグランツーリスモSが追加。
  - 5月 - 日産車生産累計4000万台達成記念特別仕様車のV30ＥクラシックSVプライムセレクションを追加。
  - 6月 - V30Ｅツインカムターボブロアムをベースに、鍛造アルミロードホイール、バーチャルビジョンメーターやグランツーリスモ用フロントマスクとヘリンボーンシート地などの専用装備を奢った最上級グレードのグランツーリスモアルティマLVが追加。
- 1993年6月 - マイナーチェンジ。ブロアム・グランツーリスモ系共に若干のフェイスリフトを受けると同時にグレードも若干整理された。ブロアムGがブロアムVに変わる。廉価仕様のクラシック系が廃止され、ブロアムJとなる。ブロアム系の全長がグランツーリスモ系と同じ。また、ツインカムターボ搭載車（V30DETモデル）にメーカーオプションでV-TCS（ビスカスカップリング式トラクションコントロールシステム）装着車を設定。
- 1994年1月 - 特別仕様車「V30E ブロアムJ・II」「V30E グランツーリスモS・II」を設定。
  - 6月 - ブロアム（VG30DET・VG30DEモデル）・グランツーリスモ アルティマ・グランツーリスモSVにSパッケージを追加。
  - 9月 - V20Eグランツーリスモ追加。今まで全車3リッターだったグランツーリスモにVG20Eを搭載したモデルである。
- 1995年1月 - V20Eブロアム追加。VG20E型にE-ATを組合わせる。
  - 5月[16] -生産終了。在庫対応分のみの販売となる。
  - 6月 - Y33型と入れ替わりで販売終了。販売終了前月までの新車登録台数の累計は12万1701台[17]。

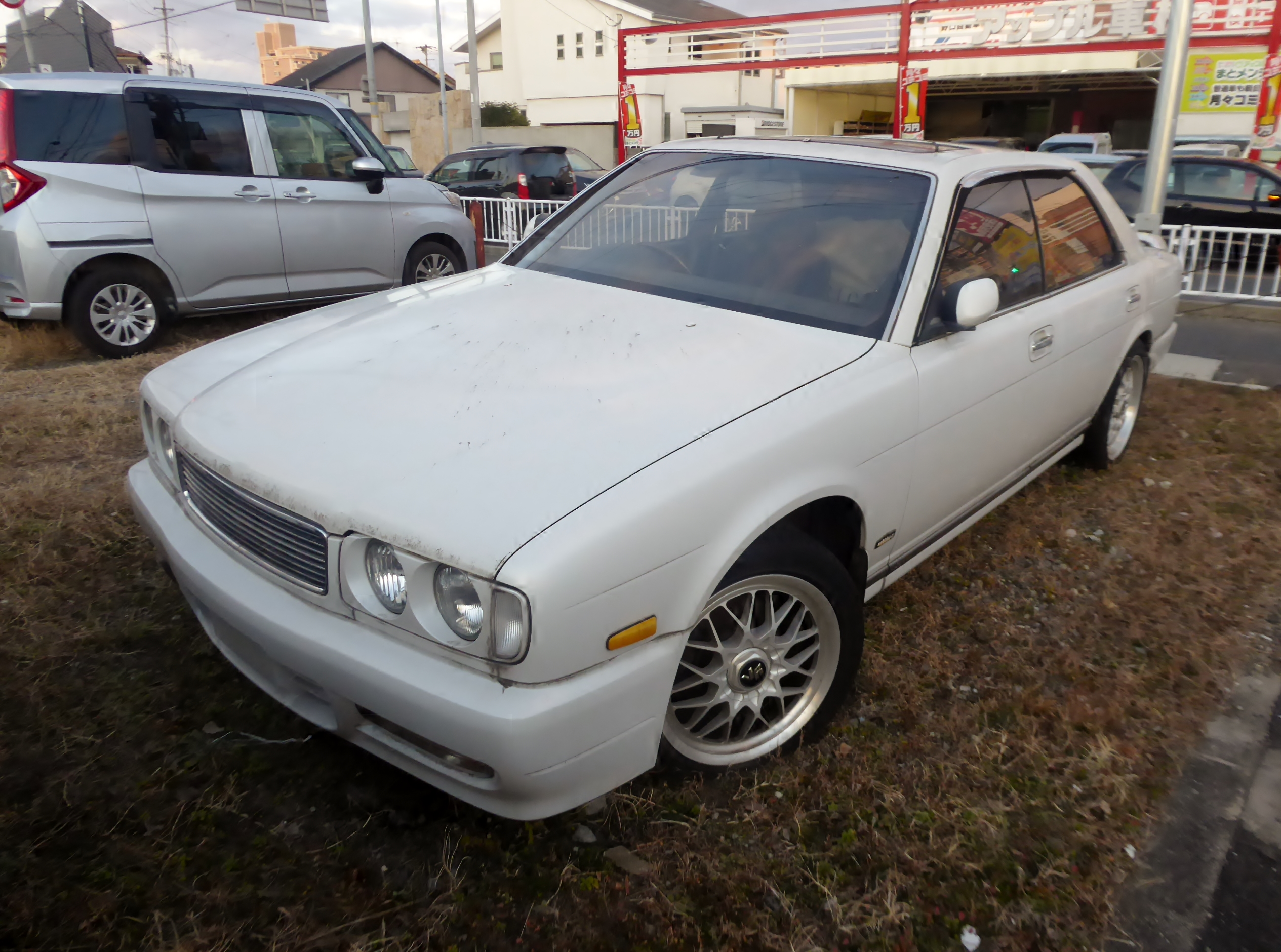
後期型 3.0 グランツーリスモ フロント 1993年6月 - 1995年6月
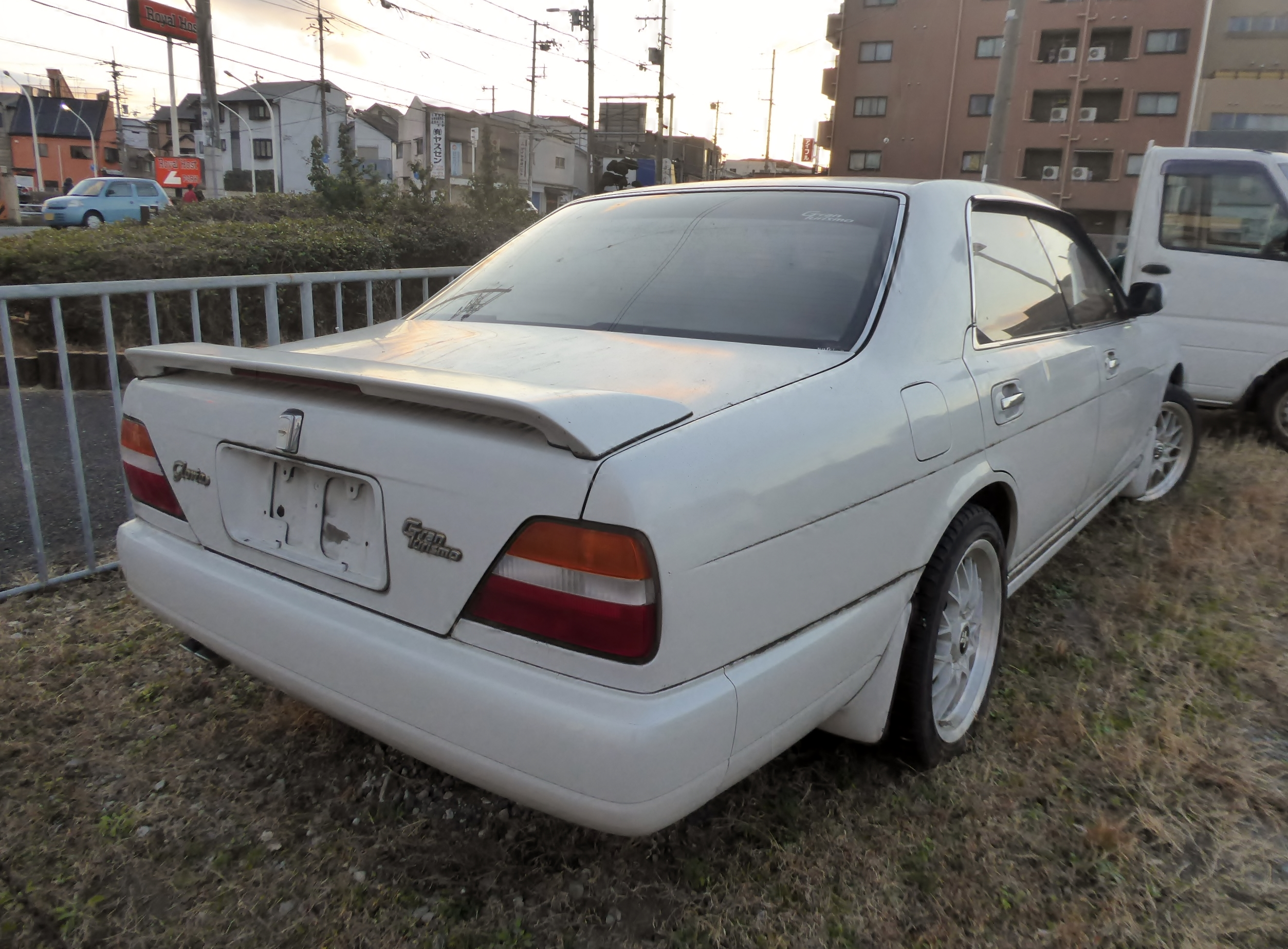
後期型 3.0 グランツーリスモ リア 1993年6月 - 1995年6月
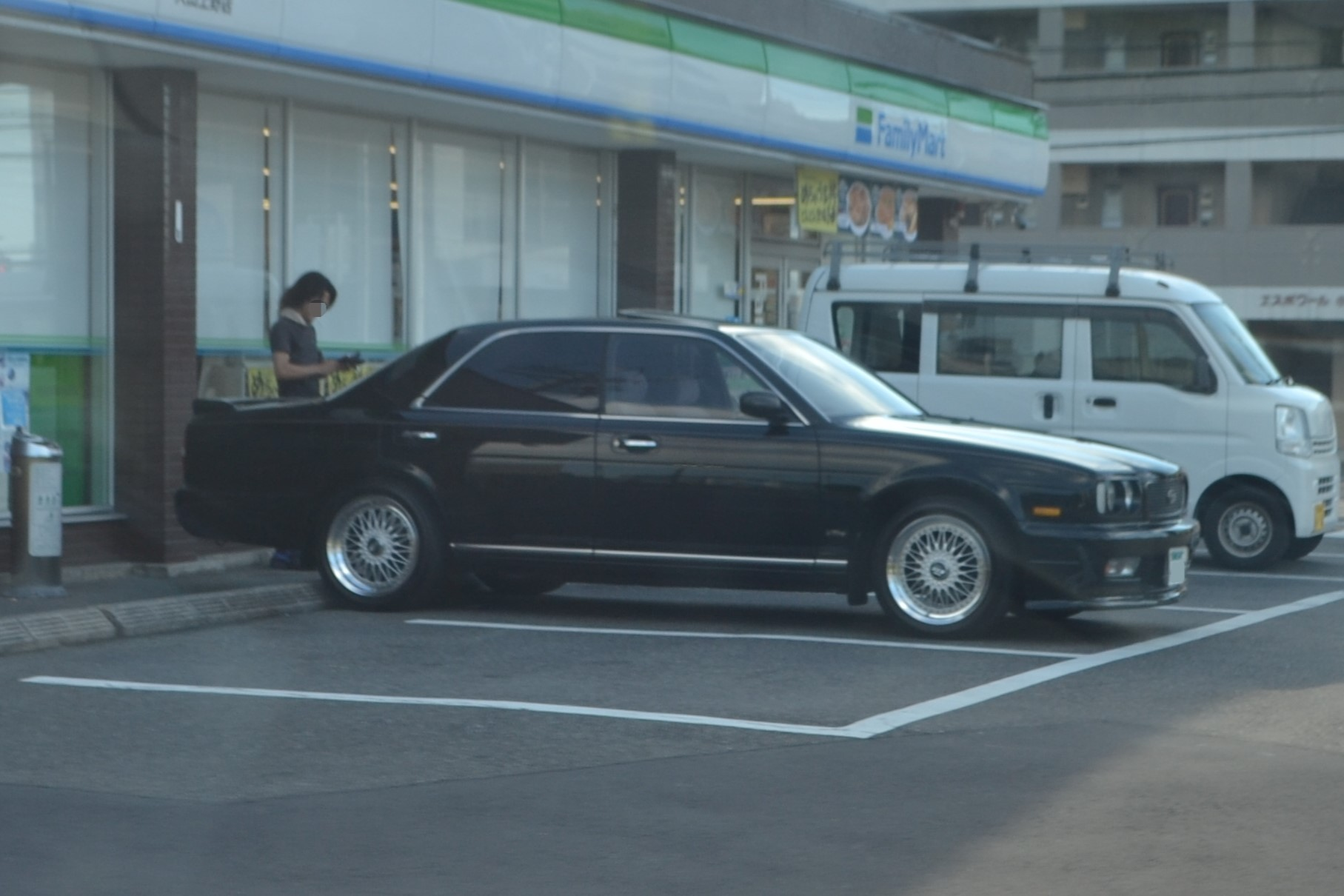
後期型 3.0 グランツーリスモ アルティマ タイプX 1993年6月 - 1995年6月

## 10代目 Y33型系（1995年 - 1999年）
エンジンはVQ30DET、VQ30DE、VG30E、ディーゼルRD28が搭載された。新世代のVQ型ターボエンジンのVQ30DETはインタークーラーが装着され270psを発生する。トランスミッションは旧モデルのY32系で設定のあった電子制御5速ATが搭載されなくなり、電子制御4速ATに統一される（当時、日産の財政悪化によるコスト削減策）。サスペンションはフロントがマクファーソンストラット式、リアがマルチリンク式。
グロリアのみ中近東エリア向け左ハンドルの輸出仕様が存在した。また、香港・シンガポール向け仕様にはこれまでのセドリック/グロリアとはせずに「ブロアムVIP/グランツーリスモ」というネーミングで販売していた。
グレードはグランツーリスモアルティマ・タイプX、グランツーリスモアルティマ、グランツーリスモSV、グランツーリスモS、グランツーリスモ、ブロアムVIP、ブロアムV（1996年8月まで）、ブロアム、ブロアムJ。先代と同じく、グロリアではグランツーリスモアルティマを旗艦グレードとし、セドリックとの差別化が図られている。また、グランツーリスモ系の特徴である丸型4灯のヘッドライトも継承されている。運転席および助手席SRSエアバッグを全車標準装備とする。
- 1995年6月 - モデルチェンジ。
- 1996年1月 - VG20E搭載車を追加。ABSを全車標準装備化。
- 1996年11月- 中東向けの輸出を開始。[19]
- 1997年1月 - 特別仕様車「ブロアムLX」「グランツーリスモLX」「ブロアムAV」「グランツーリスモAV」「グランツーリスモLV」「ブロアムLV」を設定。
  - 6月 - 後期型にマイナーチェンジされると同時に、FR車にVQ25DE・V型6気筒2,500ccエンジン搭載車追加と降雪地向けに4WDのアテーサE-TSも設定される（アテーサE-TS車は直列6気筒のRB25DETを搭載）。オドメーターとトリップメーターを液晶化した。このマイナーチェンジからRB型エンジンが初採用され、430型以来14年振りにガソリンエンジンの直6エンジンが復活した。元々4WD対応のV型エンジンがシーマ用のVH41DEしかなかったことと開発コストの関係性から、既に存在していたRB型4WD用エンジンを採用に至った。
- 1998年1月 - 特別仕様車としてVQ25DE車ブロアムプライムエディションとグランツーリスモプライムエディションを追加。
  - 5月6日 - 特別仕様車としてVQ30DE車ブロアムプライムエディションとグランツーリスモプライムエディション、VQ25DE車ブロアムエクストラエディションとグランツーリスモエクストラエディションを追加。
- 1999年5月[20] - 生産終了。在庫対応分のみの販売となる。
  - 6月 - 11代目にバトンタッチして販売終了。Y34型にフルモデルチェンジ。販売終了前月までの新車登録台数の累計は9万6703台[21]。

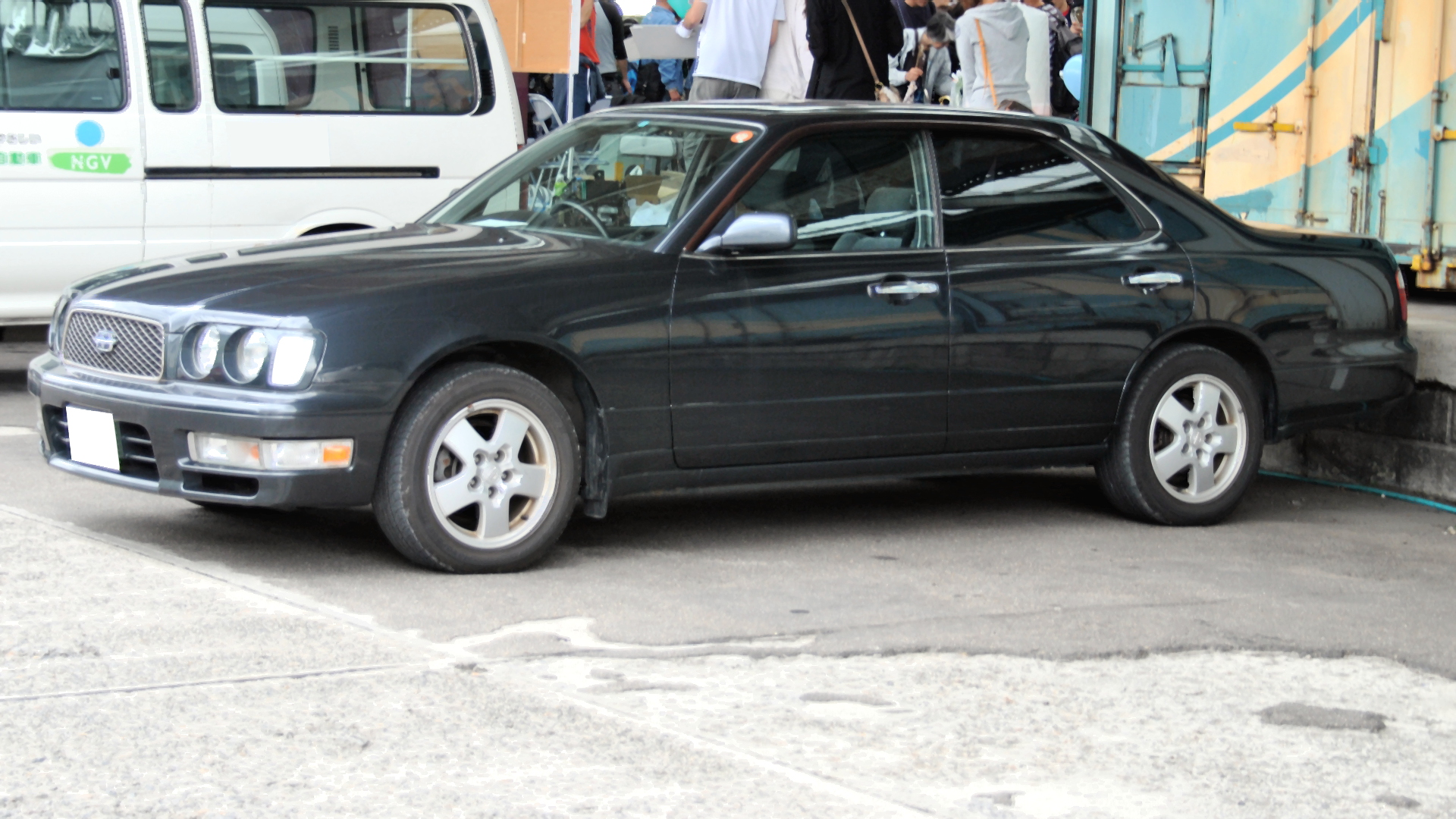
前期型 グランツーリスモ 1995年6月 - 1997年6月
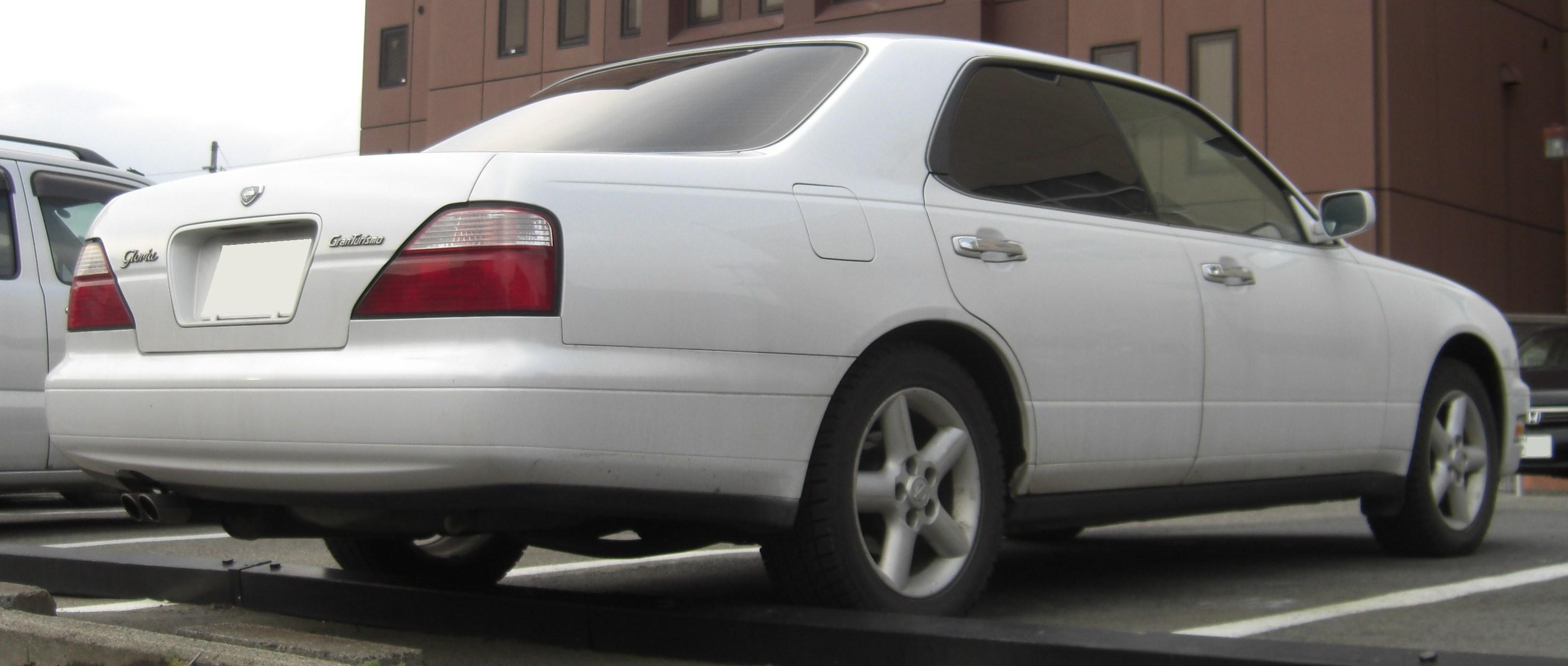
前期型 グランツーリスモSV（リア）
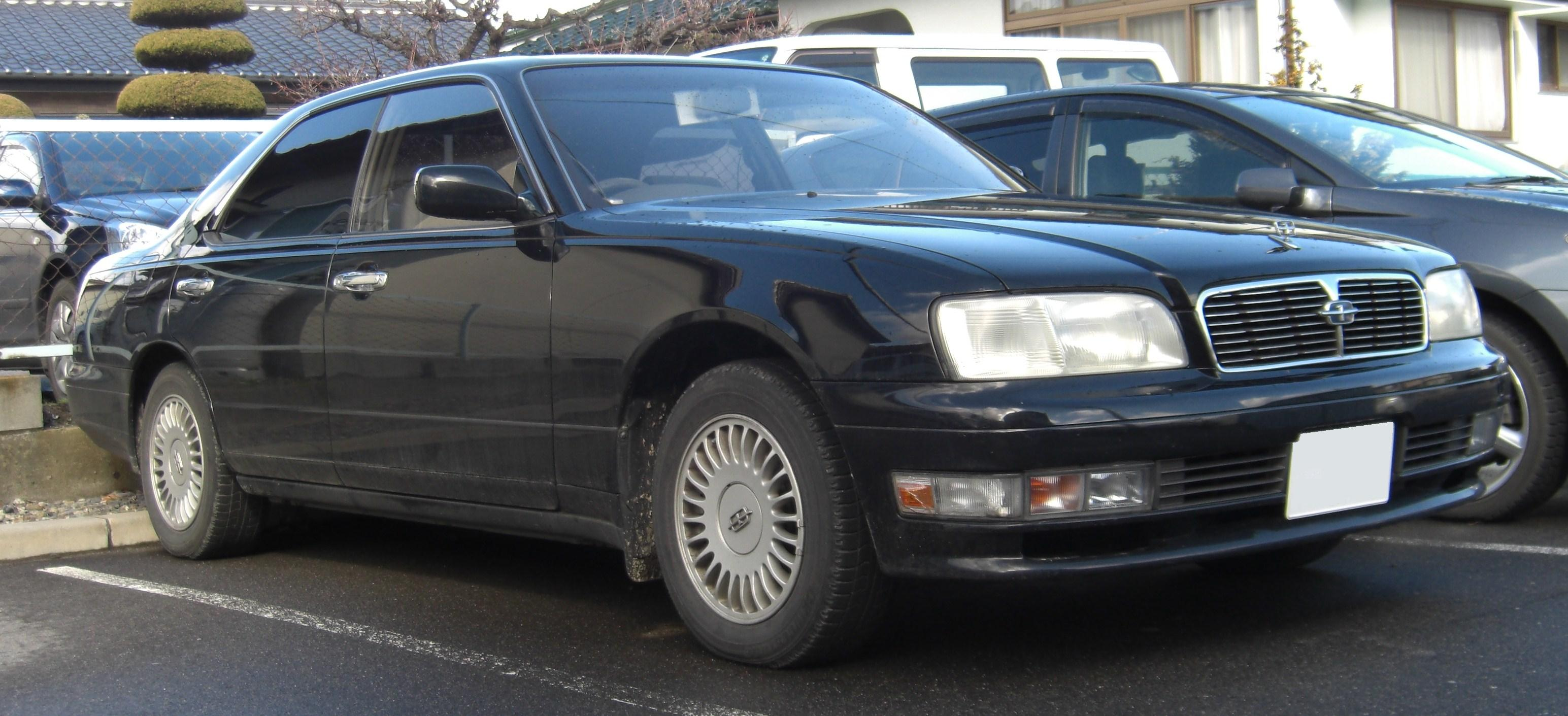
前期型 ブロアムVIP 1995年6月 - 1997年6月
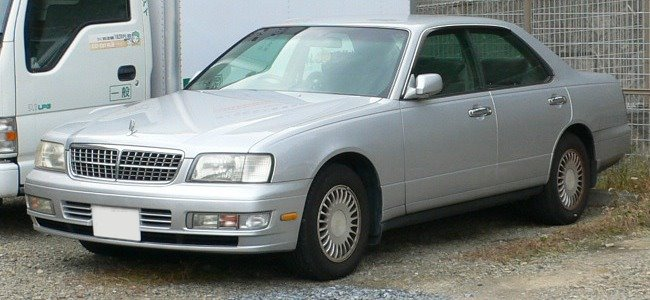
後期型 ブロアム 1997年6月 - 1999年6月
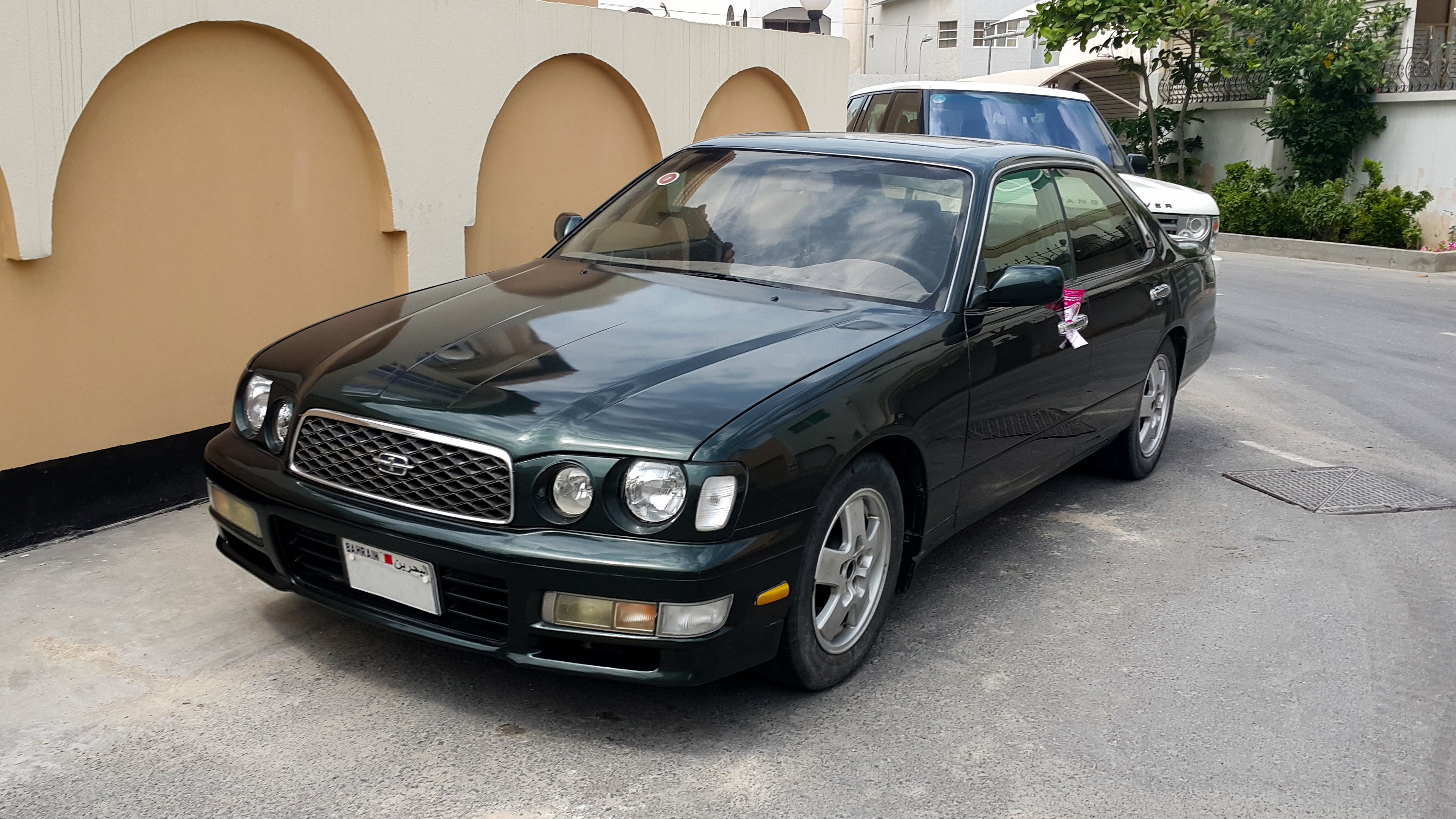
輸出仕様 グランツーリスモ（フロント）
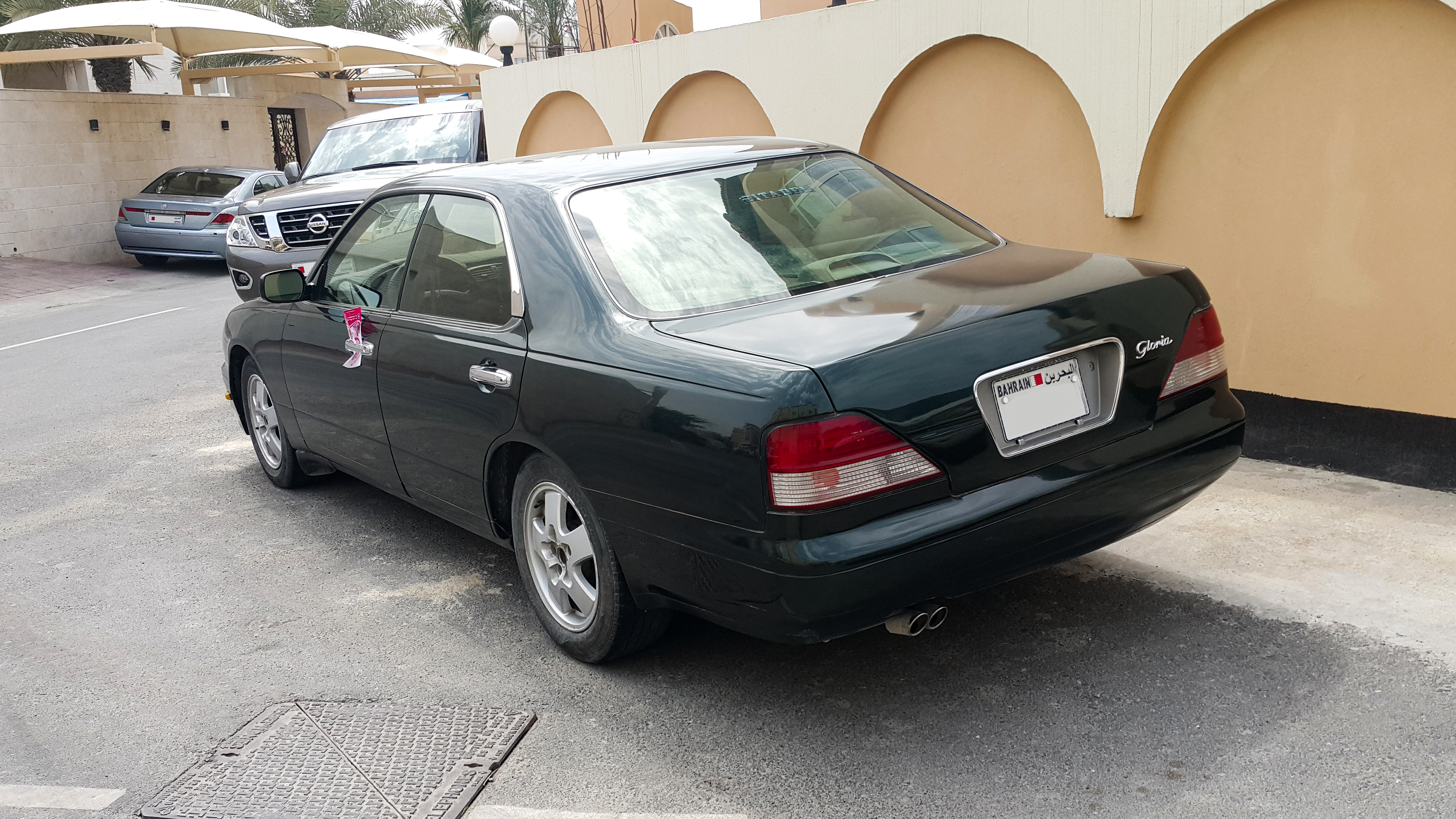
輸出仕様 グランツーリスモ（リア）

## 11代目 Y34型系（1999年 - 2004年）
コンセプトとしてはセドリックと共通だが、先代までの「グランツーリスモシリーズ」のダイナミックさをグロリアの個性とする「1ブランド1モデル」とした。搭載エンジンは直噴技術であるNEO Diシステムを採用したV型6気筒DOHC VQ30DD型（240ps）、VQ25DD型（210ps）、280psを発生するターボ付VQ30DET型、および4WD車専用の直列6気筒DOHCターボ付RB25DET型（260ps）の4機種。なお、すべてのVQエンジンは平成12年度排出ガス規制をクリアし、二酸化炭素排出量を約20%削減した（10・15モード測定）。
室内は従来よりも静粛性を大幅に向上させ、左右独立調整機能付きオゾンセーフフルオートエアコンなどの装備を採用。また、メーターと液晶モニターが一体化した「トータルインフォメーションディスプレイ」を装備している。これはオーディオやエアコンの調整以外にも、警告表示機能を備え、燃費、メンテナンスなどを表示する自車運行情報を表示できる。
マイナーチェンジ以降は7インチワイド液晶モニター、FM多重VICS（レベル１・２）を全車標準採用し、SRSカーテンエアバッグシステムによって安全性をさらに確保、車間自動制御システムや緊急通報システム（ヘルプネット）、ハンドフリー機能といった先進機能によるアシストも充実した。外観ではヘッドランプをくっきりとした丸目4灯に変更し、グリルやバンパーのデザインを一新した。内装は一部グレードにディンプル付本革巻ステアリングを標準装備した。VQ30DD型およびVQ25DD型エンジンは2001年燃費基準に適合した。
初期のCM出演者はリチャード・ブランソン。ブレーキランプ／テールランプに、日本車では初となるLEDを採用している（兄弟車セドリックではバルブ式）。
- 1999年
  - 6月28日 - フルモデルチェンジ[22]。
  - 11月8日 - 無段変速機「エクストロイドCVT」搭載グレード「300ULTIMA-Z Vパッケージ」発売開始。また、既販車に電動フェンダーミラー及びLSDがオプション設定される[24]。
- 2000年
  - 1月7日 - グロリア誕生40周年を記念して、「300TX」と「250TX」をベースとした「40th Anniversary」を設定[25]。記念エンブレムを車体とキーにあしらい、運転席オートシートスライドなどの特別装備を採用した。17インチアルミロードホイールを装着している。これと同時に、オーテックジャパンの手による特別仕様車「オーテック」を発売[25]。ベース車は300LX/ULTIMA Eパッケージで後輪駆動、VQ30DET型エンジンとエクストロイドCVTの組み合わせのみである。外装には専用のバンパー、フロントグリル、サイドシルプロテクター等を、内装には木目・本革コンビステアリング、本革巻ガングリップタイプシフトノブ等を装着し、ドアトリム等を全て専用内装色のオフブラックでコーディネート。さらに、サスペンションは専用チューニングを施し、BBS製17インチアルミアルミロードホイールを装着した。
  - 6月7日 - 「300TX」と「250TX」をベースに、TVシステムやホログラフィックサウンドシステム（7スピーカー、カセット一体AM/FM電子チューナーラジオを含む）などを装備した「プレミアムリミテッド」が追加された[26]。これに伴い一部改良実施、ボディカラーのラインナップの見直しが行われ、特別仕様車「オーテック」のグレード名を「300AX」に変更し、VQ25DD型を搭載する「250AX」を追加。
  - 10月30日 - 「グランツーリスモ」を一部グレードに設定。
- 2001年
  - 5月28日 -250Tをベースにする特別仕様車「250T NAVIエディション」を発売[27]。DVD方式のTV/ナビゲーションシステムに車両情報表示機能付きの7インチワイド液晶モニター、トップシェード付フロントガラスを特別装備する。
  - 12月4日 - マイナーチェンジ。フロントデザイン（エンブレムが日産マークに変更）および内装の一部仕様変更がなされたほか、グレードをグランツーリスモシリーズに統一した。特別仕様車「300AX/250AX」はセドリックのみに継続設定された[23]。車名ロゴがセドリックと同様、NE-01の「GLORIA」に変更された。デジタルメーターのオプション設定を廃止した。
- 2002年
  - 3月29日 - 第102回ニューヨーク国際オートショーに、Y34型をベースとする北米専用車「インフィニティ・M45」を出品[28]。F50型シーマの北米向けである「インフィニティ・Q45」と同じVK45DE型エンジンを搭載する。
  - 9月 - RB25DETが260psから250psにダウン。
  - 11月29日 - 特別仕様車「グランツーリスモ300SV NAVIエディション」を発売[29]。専用内装色「エクリュ」（シートはモケット生地）が選択可能であった。
- 2003年
  - 5月8日 - 日産自動車の創立70周年記念の特別仕様車として「グランツーリスモ 250S NAVIエディション 70th」が追加[30]。ディンプル付本革巻ステアリングと本革巻シフトノブを装備し、17インチアルミロードホイールと215/50R17 91Vラジアルタイヤを装着。ETCユニットを標準装備した。これと同時に全車とも一部改良。エクリュ内装の木目調パネル色を黒色から茶色へ変更し、エクリュ内装＋モケットシートの設定を拡大。グリルとヘッドランプインナーパネルをメッキ加工し、同様の処理がされたクロームウエストモールを採用した。
  - 10月22日 - 70周年記念特別仕様車第2弾が発売された[31]。グレード体系はそのままだが、プラズマクラスターイオンエアコン、消臭天井、IR/UVカットグリーンガラス（フロント）を装備。
  - 12月25日 - 70周年記念特別仕様車第2弾に「本革パッケージ」を追加[32]。本革シート、運転席オートシートスライド、助手席パワーシート、後席上下調整式ヘッドレスト（左右席）、リヤセンターアームレスト（カップホルダー２個＋ボックス）、シートバックグリップベルトなどを追加装備。
- 2004年
  - 1月 - 特別仕様車「NAVIエディションII」、「NAVIエディションII本革パッケージ」を発売。
  - 4月7日 - エクストロイドCVT搭載グレード（3Lターボ車）廃止。
  - 9月[33] ｰ オーダーストップに伴い生産終了。以降は在庫対応分のみの販売となる。
  - 10月14日 - 後継車種の「フーガ」登場に伴い、セドリックと共に販売終了。同年末までの国内新車登録台数の累計は4万6150台[34]。45年間の歴史に幕を下ろした。

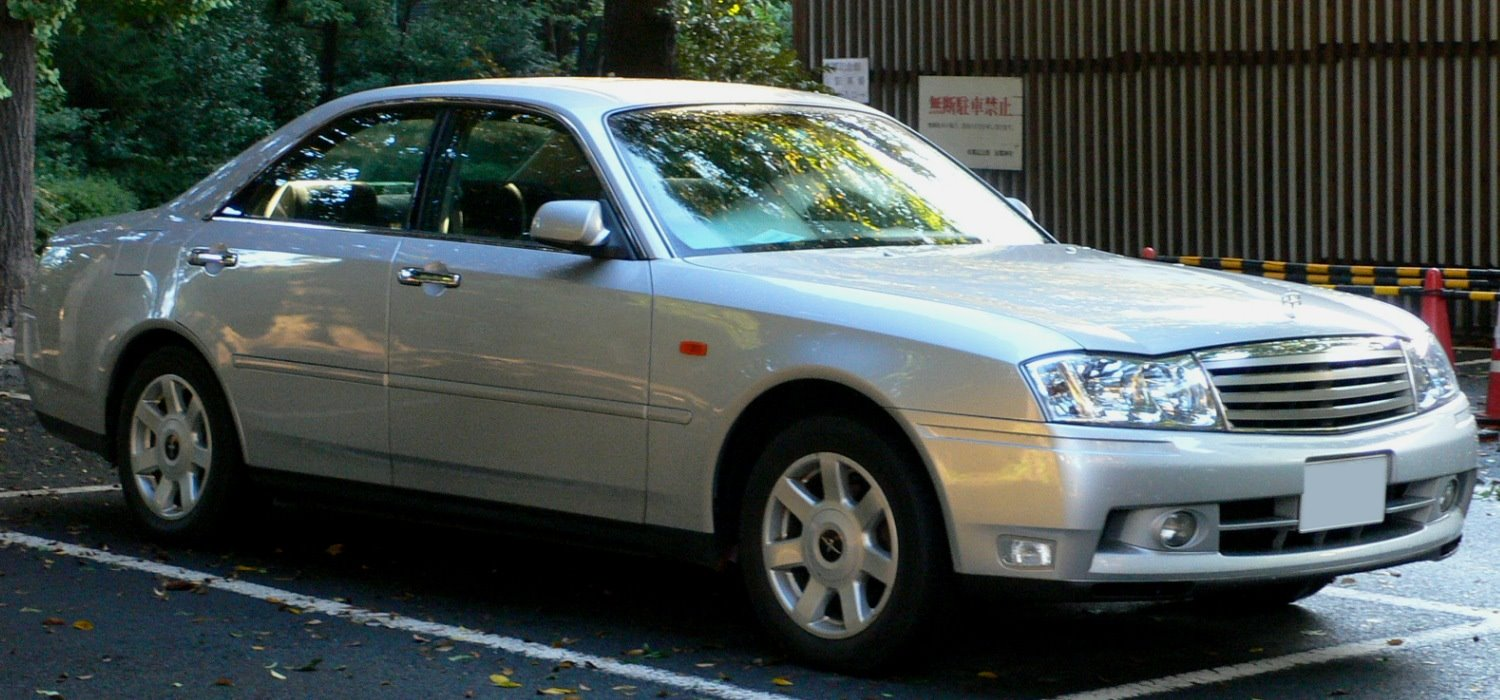
前期型（1999年6月 - 2001年12月）フロント
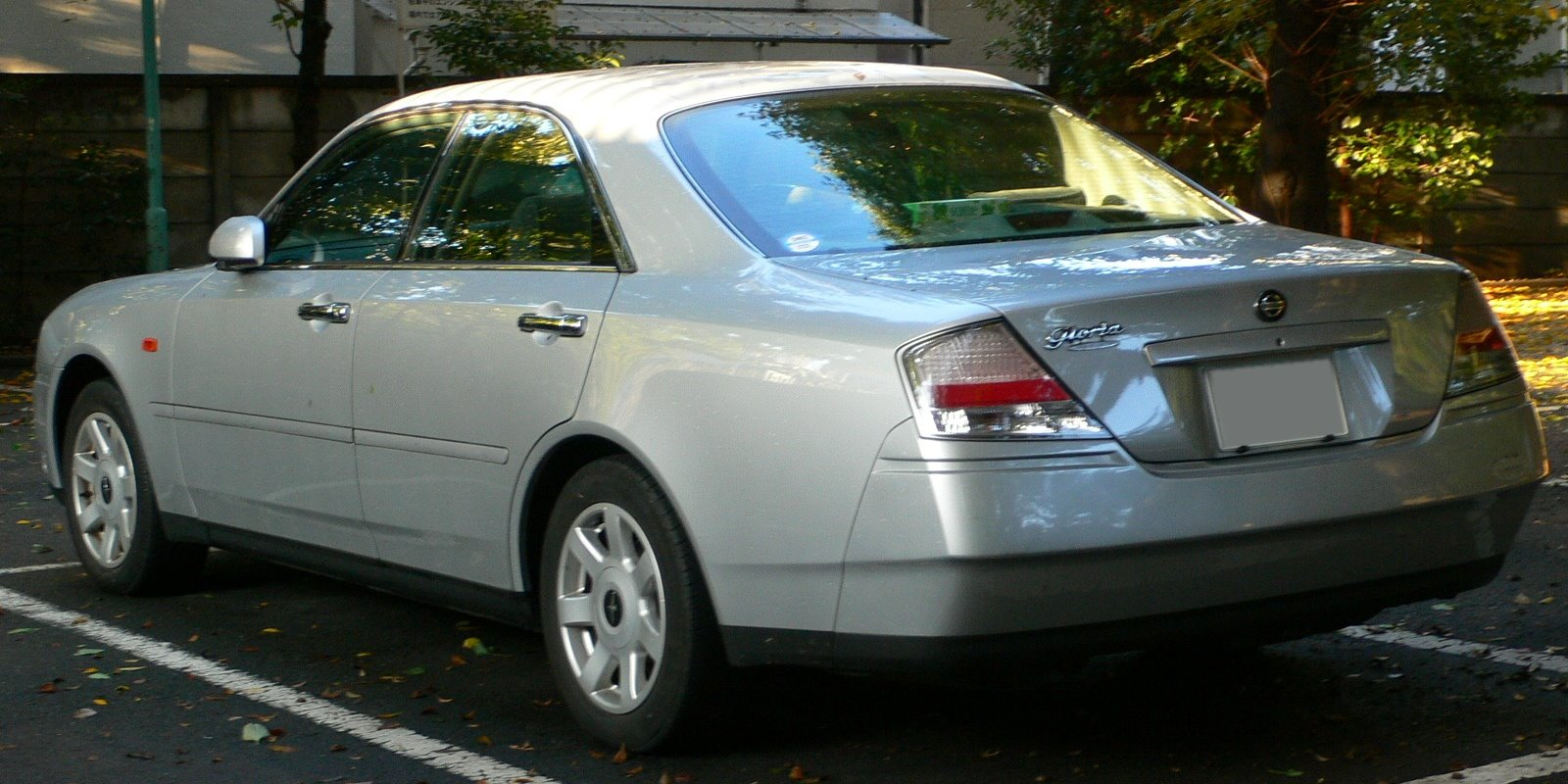
前期型リア
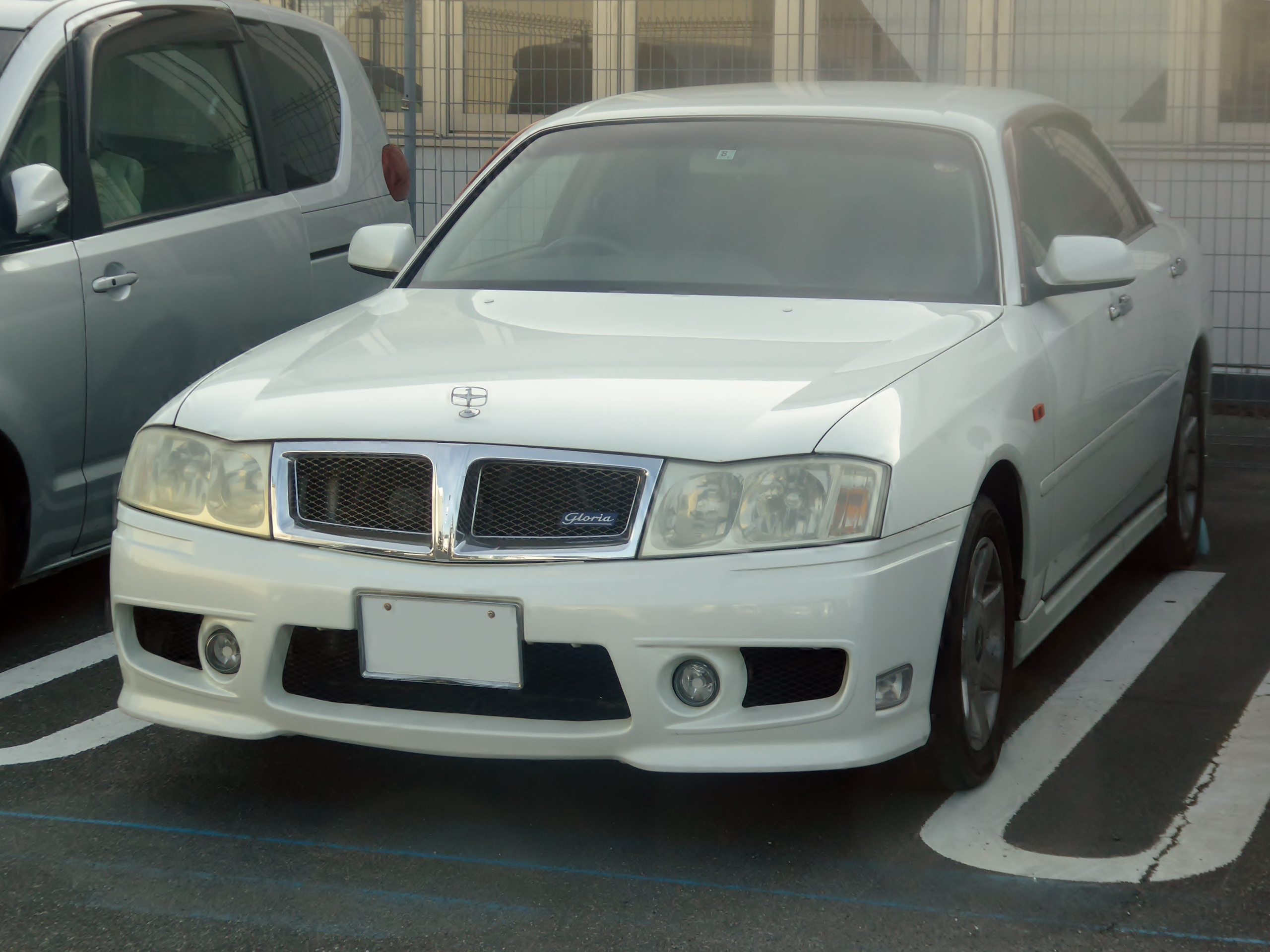
前期型 250TX Premium Limited フロント
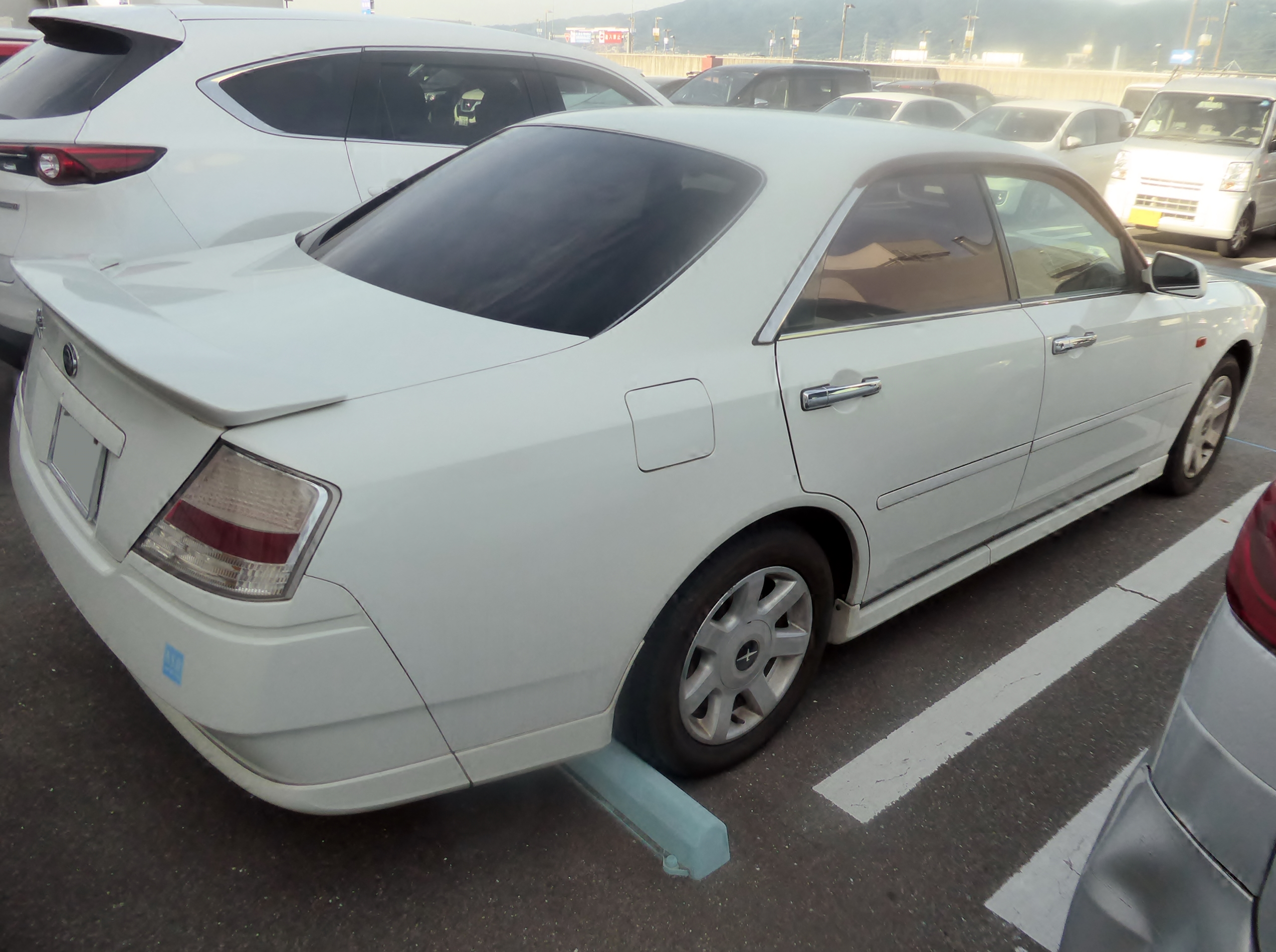
前期型 250TX Premium Limited リア
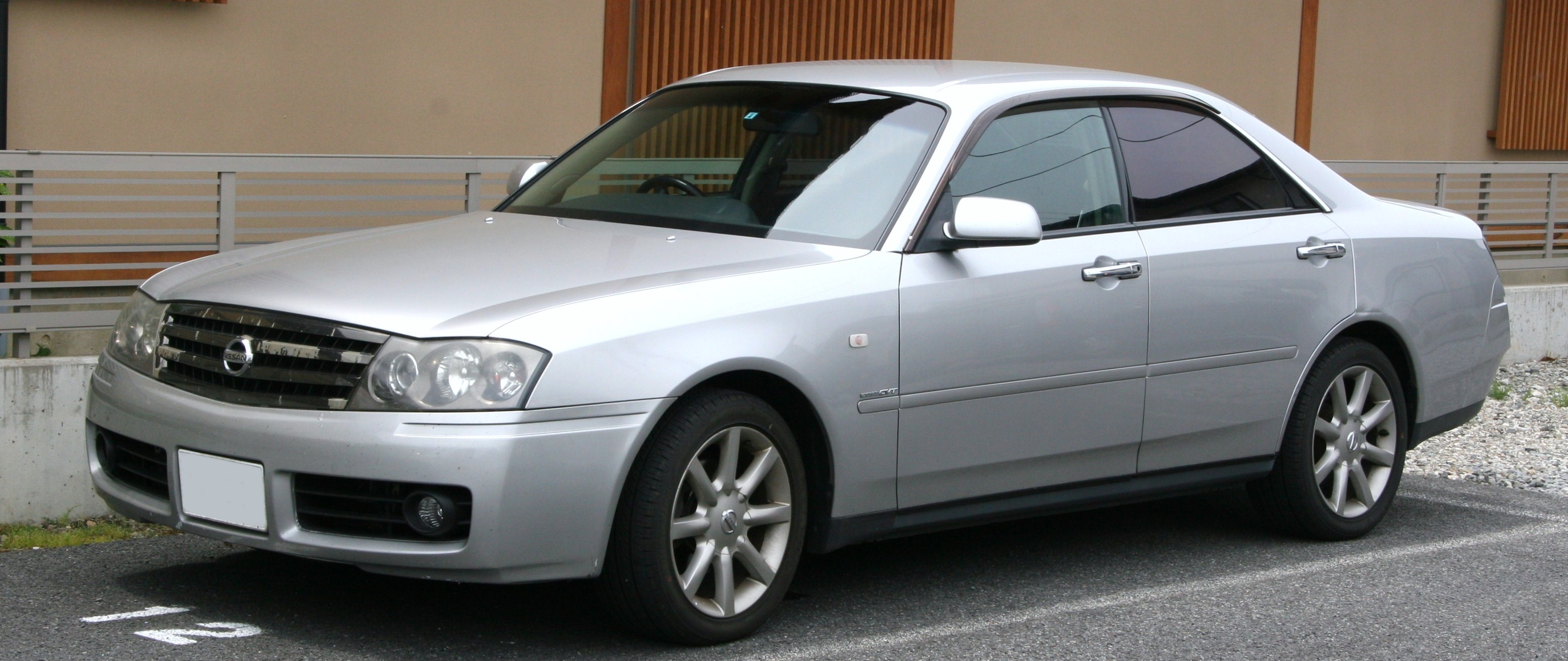
後期型 Gran Turismo 300ULTIMA-(V)Z フロント
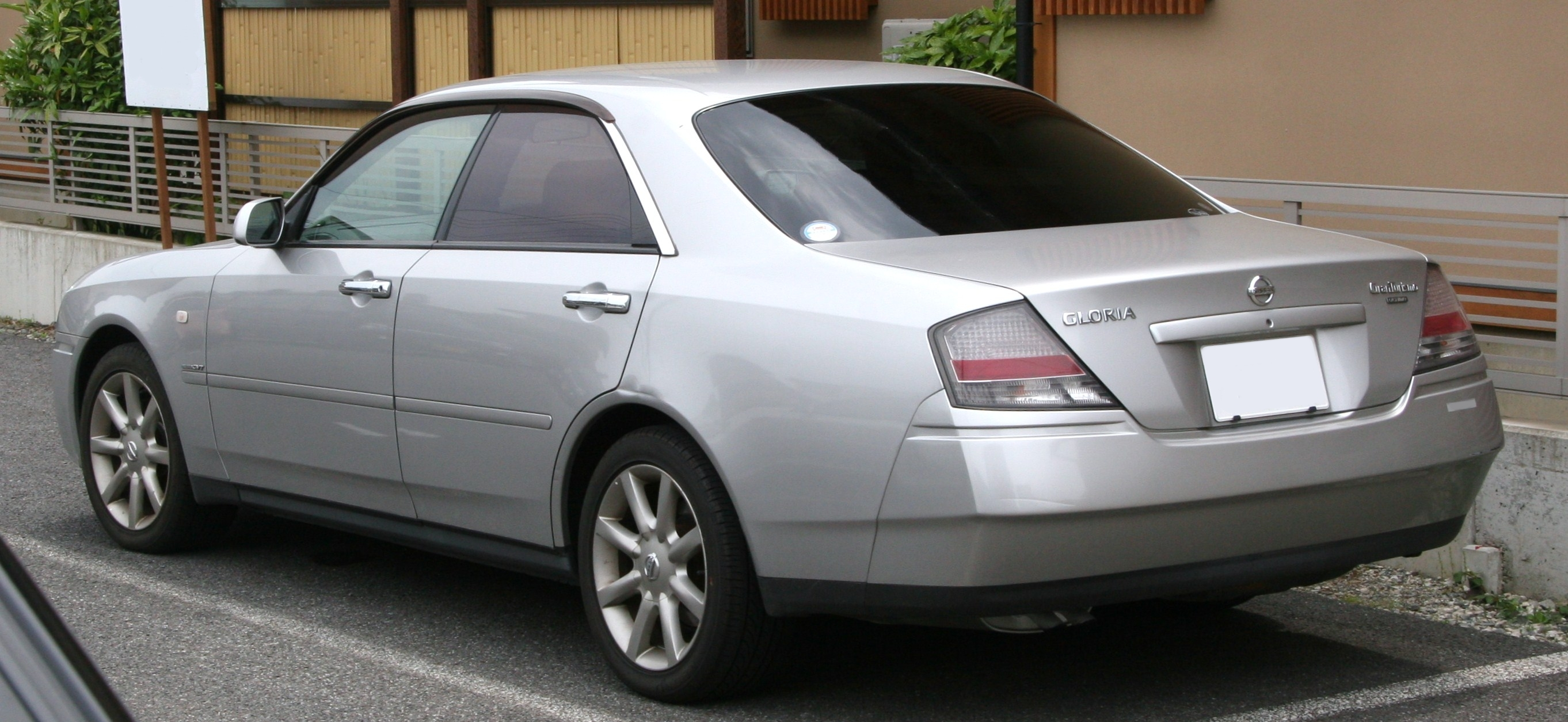
後期型 Gran Turismo 300ULTIMA-(V)Z リア
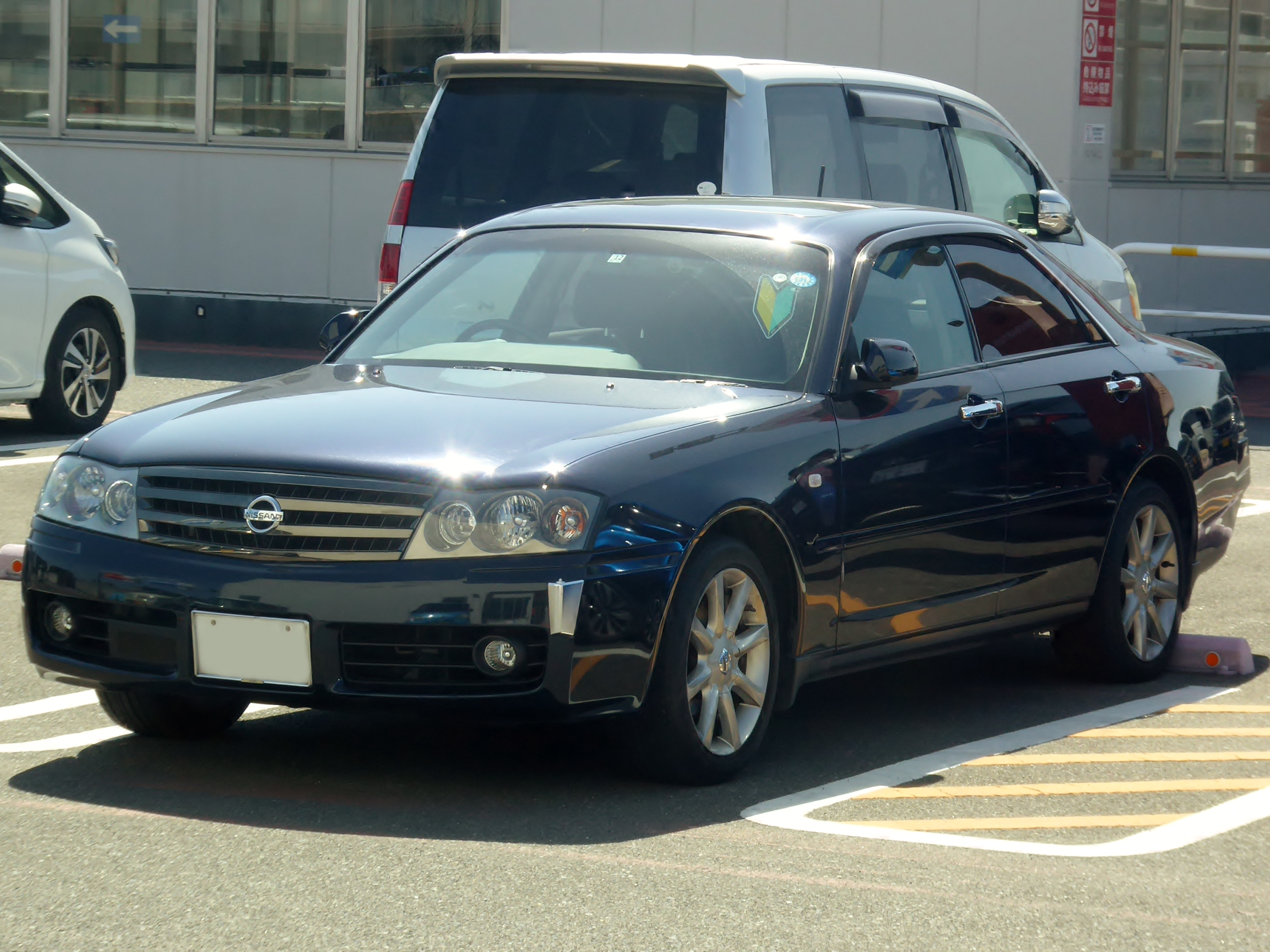
後期型 Gran Turismo 250S フロント
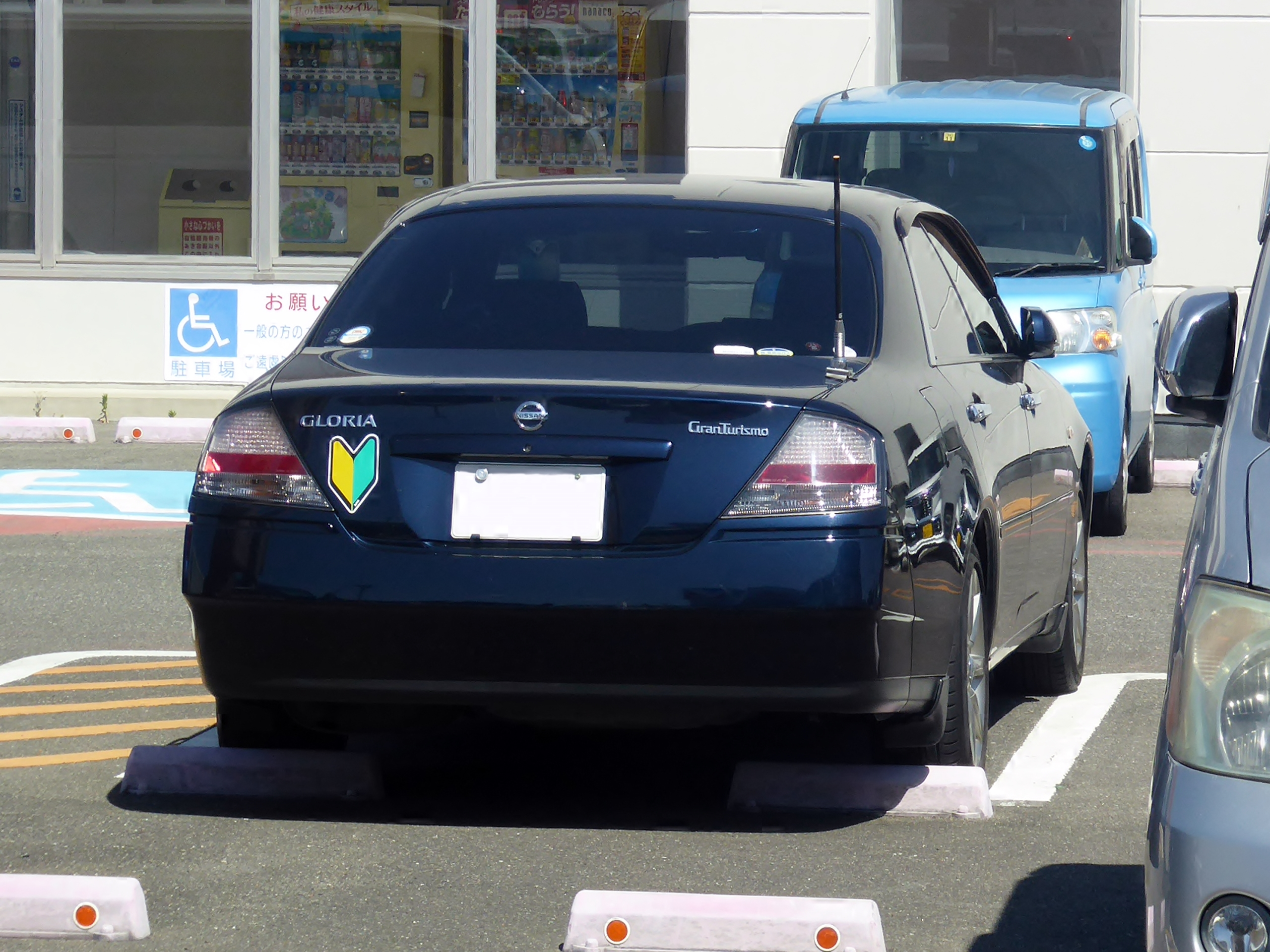
後期型 Gran Turismo 250S リア

## 車名の由来
宮内庁と車両納入でつながりの深かった当時の富士精密工業（後のプリンス自動車工業）が、皇太子明仁親王（現･上皇/第125代天皇）と正田美智子（現･上皇后）の成婚を記念して、ラテン語で「栄光」を意味する「グロリア」の名が付けられた。

## 取扱販売店
もともと、プリンス店とチェリー店と全系列取扱店での取扱であったが、日産のディーラーがブルーステージとレッドステージの2系列への統合以降は、レッドステージ（プリンス店・サティオ店・チェリー店）とレッド&ブルーステージ（全系列取扱店）での取扱となった。